# 曹操
曹操（155年—220年3月15日），字孟德，小字阿瞞，沛國譙縣（今安徽亳州）人:1。東漢末年丞相、外戚、軍事家、政治家、文學家和詩人，东汉末年主要群雄之一，职位为丞相，為漢末實際上的最高掌權者，亦是三国时代曹魏奠基者。父亲曹嵩。其子曹丕建立曹魏，追尊其廟號為太祖，追諡武皇帝。
早年与袁绍相处甚厚，袁绍与何进欲尽诛阉宦，引董卓入京。后董卓祸乱朝野，授予曹操为骁骑校尉，想要与曹操共事。曹操更名改姓，东归陈留，聚义兵随多路诸侯一同讨伐董卓。后联盟破碎，曹操自行发展，实力逐渐积累。后董卓伏诛，操讨陶谦，征张绣，灭吕布，败袁术，在中原成功立足。初平三年（192年），据兖州，分化诱降黄巾军三十余万，选取其中精锐组建青州兵。建安元年（196年），迎汉献帝至许县，从此「挟天子以令诸侯」，实力颇为强盛。
建安五年（200年），官渡之战击破袁绍大军，并持续向北，克灭袁尚、袁谭，北击乌桓一统北方，实力雄厚，睥睨天下。建安十三年（208年）进位丞相。同年发兵南征，刘琮束手，收服荆州。于是曹操决定继续南下，发兵二十余万，自称八十余万，意欲统一南方。然而在赤壁之战中被孙刘联军击败，元气大伤。建安十六年（211年），在渭南之战击破关中联军。建安二十年（215年），取汉中，次年（216年）自魏公进爵魏王。建安二十五年（220年）正月庚子，曹操薨於洛陽，終年65歲:1。
曹操於建安年間權傾天下，在世时官至司空、大將軍，自任丞相，爵至魏王，谥号武王，汉献帝沦为他的傀儡皇帝，实际上由曹操掌管大权，故而诸葛亮称其为「挟天子以令诸侯」，曹操方则称为「奉天子以令不臣」。其被指為人多疑，長久以來以「奸雄」的形象流傳於世。但其为人也以礼贤下士而著称。其文笔为人称颂，诗文也流传于世。著作有《魏武帝集》，已佚失。毛宗岗评《三国演义》称曹操为「三绝」中的「奸绝」。

## 生平

### 名字
名操，字孟德出自《荀子.勸學》：「生乎由是，死乎由是，夫是之謂德操。」

### 早年生平
东汉永寿元年（155年），曹操出生于沛国谯县（今安徽亳州）的一个宦官家族，养祖父是宦官曹腾，历侍四代天子，汉桓帝时封为费亭侯。父親曹嵩是曹騰養子，汉灵帝时官至太尉。《三國志》中記載曹操远祖是漢代初期的相国曹参，但是裴松之註曰：“嵩，夏侯氏之子，夏侯惇之叔父。太祖于惇为从父兄弟”；胡三省註《資治通鑑》稱：「曹氏，夏侯氏之出也」:9；曹氏先世實屬難考:13。
曹操少年时机警、权数:14。十岁时曾经在家乡击退鳄鱼，但性格放荡不羁:14。曹操的叔父曹熾數次在曹嵩面前批評曹操，曹操聽到後心生不满。有次在曹熾經過時，曹操突然裝作中風的樣子，曹熾急忙去找曹嵩，曹嵩赶来時，曹操卻和平常一樣，說自己原本就沒有病，因此曹熾不受曹嵩喜愛，以为曹熾就爱亂說謊。所以之後曹熾再告曹操的狀時，曹嵩都不相信他的話，曹操也更加肆无忌惮。曹操曾經和袁绍偷新娘，這些舉動不为世人看重。只有橋玄、何顒、李瓒和王儁认为曹操是非常之人，将来一定会安定天下。当时曹操还在當默默无闻的洛陽北部尉，橋玄建議曹操去結交当时投靠名士許劭，以提高名望。曹操问许劭“我是怎样的人（我何許人也）？”:18據説，许劭鄙视其为人不肯回答，後曹操固問之，劭曰：“君清平之奸贼，乱世之英雄。”:18（孫盛《異同雜語》記載為：“子治世之能臣，亂世之奸雄”:18），曹操聽罷大笑，並逐渐知名。許劭相當看重曹操的能力，曹操因許劭而名當世，許劭也因評論曹操而名流千古:18。
建安七年（202年）曹操北征，路过桥玄之墓，祭祀桥玄，并且写下悼文。李膺子李瓚將没時謂子李宣等稱：「時將亂矣，天下英雄無過曹操。張孟卓與我善，袁本初汝外親，雖爾勿依，必歸曹氏。」:19
孫盛《異同雜語》記載：曹操嘗私入中常侍张让家，张让发觉后，曹操手舞著戟越墙逃出，才藝絕人:16。又博览群书，尤其喜欢兵法，曾经抄录古代诸家兵法韬略，还有注释《孙子兵法》的《孫子略解》，後立志組成《兵法接要》，此卽後來的《孟德新書》。

### 初入官場
曹操年轻时是名诸生，熹平三年（174年），二十岁的曹操察举孝廉成为郎官，不久司马防（曹魏後期的權臣和西晉奠基人司馬懿的父親）推荐曹操为洛陽北部尉，但曹操想担任洛阳令，不过负责人事的选部尚书梁鹄并没有同意。曹操上任洛阳北部尉後，在官署門口放置五色棒，規定犯法者處死。数月後，宦官蹇硕的叔叔蹇圖违禁夜行，被曹操依律棒杀。这使曹操得罪宦官集团，可是曹操是依法而行，这些人又无法中伤诋毁曹操，只好表面称赞他，但卻暗中陷害，举荐他去担任地方官，從此離開中央。177年，曹操被任命为頓丘令，第二年，曹操因堂妹夫滁強侯宋奇被宦官誅殺，受到牽連，被免去官職。其後，在洛陽無事可做，回到家鄉譙縣閒居。。
180年，曹操又被朝廷征召，任命为議郎。此前（168年），大将军竇武、太傅陈蕃谋劃诛杀宦官，不料反为阉党所害。曹操上书陈述窦武等人为官正直而遭陷害，致使奸邪之徒满朝，而忠良之人却得不到重用的情形，言辞恳切，没有被漢靈帝采纳。而后，曹操又多次上书进谏，雖偶有成效，但是東漢朝政日益腐败，曹操知道无法匡正。
中平元年（184年）二月，太平道首领张角聚众起义，黄巾之乱爆发，朝廷任命曹操为騎都尉，前往颍川郡镇压叛乱。由於鎮壓黃巾軍有功，升任濟南相，任職後罷免濟南貪污縣令8名，並且嚴令禁止當時盛行的宗教迷信。据说因为曹操当政素称严明，济南郡一帶作乱之徒听说曹操要来，都纷纷潜逃到别的郡县。曹操被任命为東郡太守，但是曹操没有就任，自称在担任濟南相期间的行为得罪十常侍和地方豪强，害怕引起报复，称病回乡，在譙縣東部五十里建築精舍，上半年研讀書籍傳記，下半年以打獵為自己娛興，還言：顧視同歲中，年有五十，未名為老，同時也謝絕賓客來訪。当时天下纷乱，先是发生冀州刺史王芬联合南阳许攸、沛国周旌與汝南陳逸等地方豪强，谋划废黜灵帝立合肥侯的事件。王芬等人曾经希望曹操加入他们，但被曹操拒绝，后来王芬事败自杀。接着，又有西北金城郡（今甘肃兰州）的邊允、韓約杀死刺史和太守，率兵十余万反叛朝廷。

188年，汉灵帝组建西园军，曹操被起用为典军校尉，但曹操不願受徵招，但在橋玄門生王儁的勸說下，才往沛國相袁忠處求入京文書，中途袁忠還羞辱曹操一番，這為日後曹操一日誅三賢埋下禍根，之後朝廷將曹操派往家鄉募兵，结果中途士兵叛乱，袭击曹操，曹操负伤逃脱。189年，在位22年的汉灵帝驾崩，终年34岁，太子刘辩登基，何太后临朝听政。大将军何进想趁宦官失势之机诛灭阉党，但是没有取得太后的支持。于是何进便召时任并州刺史的董卓进京，胁迫太后同意。然而此举打草惊蛇，董卓尚未抵達京城，何进已经被宦官下手谋杀，随后宦官十常侍也被袁绍、袁術等人帶兵诛杀。同年九月，董卓入京，诛杀丁原，逼走袁绍，执掌朝政。废少帝刘辩为弘农王，改立其弟陈留王刘协为皇帝，是为漢獻帝，京城陷入混乱。为了稳定局面，董卓想拉拢曹操，上表奏请曹操为骁骑校尉。但是，曹操沒有接受董卓所封的官职，害怕惹禍上身，與西園助軍右校尉馮芳、前將軍袁術趁機逃亡出洛阳。曹操更名改姓向東走小路回鄉，與騎從們經過成皋，投奔故人吕伯奢家，吕伯奢不在，其子招待曹操。曹操听见有磨刀之聲，以为吕伯奢儿子要抓捕自己献给官府，乾脆将吕伯奢五个儿子和吕家2名宾客全部杀死。事後曹操發現自己是誤殺，於是說“宁我负人，毋人负我！”來安慰自己。曹操殺死呂伯奢兒子離開后，道逢二人，容貌威武，曹操避讓。二人笑著對曹操說：“感覺你很害怕，為什麼呀？”曹操覺得詫異，把剛才殺人的事全盤托出。临别前，曹操解佩刀送給二人并說：“以此表吾丹心，愿二贤慎勿言。”出關後，經過中牟縣時，被亭長懷疑，於是將曹操抓去見縣令。有縣功曹認為不應拘禁天下雄俊，得以獲釋。
189年十二月，在回到陳留郡之后，曹操散盡家財徵募鄉勇，甚至親自和刀匠一同製作武器，豪強衛茲也傾家財助之，曹操率先於己吾揭竿举義，讨伐董卓。初平元年（190年）正月，董卓討伐戰开始，勃海太守袁绍、后将军袁术、冀州牧韩馥、豫州刺史孔伷、河內太守王匡、兗州刺史刘岱、陈留太守张邈、东郡太守桥瑁、山阳太守袁遗、济北国相鲍信等地方势力，举兵反董，群雄推舉袁紹為盟主。曹操则行使奋武将军之职。
此次戰役中，曹操跟隨諸將駐紮酸棗，當時天下英雄豪傑，都以袁紹馬首是瞻，只有鮑信認為曹操是撥亂反正的雄才。而鮑信的推算也沒有錯，在董卓焚燒洛陽，挾持漢獻帝與百官遷都長安之後，袁紹等各軍將領都畏懼董卓而按兵不動，誰也不敢先發動攻擊，唯有曹操單獨引兵西行。張邈派部將衛茲率領一部份兵力跟隨曹操，曹操打算奪取成皋，在抵達滎陽汴水時，和董卓部將徐榮遭遇，大敗，士卒死傷眾多。戰中，曹操被流矢射中，所騎戰馬受傷倒下，幸而曹洪把自己的坐騎讓給曹操，且步行隨侍保護，才能乘夜逃走。也是因為這戰，徐榮發現曹操以這麼少的兵力，都能奮戰一整天，判斷酸棗不易攻下，因此也向後撤退。
曹操回到酸棗，看見各軍累積起來也有十餘萬，但諸將每天歡宴飲酒，沒人圖謀進取，於是提出建議：
1. 袁紹從河內發兵，進逼孟津。
2. 酸棗諸將，據守成皋，控制敖倉，封鎖轘轅關、太谷關，掌握險要。
3. 袁術攻擊丹水、析，直入武關，威脅三輔。
4. 全軍興築高大堅固的堡壘，不和董卓軍團正面衝突，只派出游擊部隊騷擾，完全控制關東，從而立於不敗之地，等待董卓軍內部發生變化。

然後諸將不能接受這項部署，曹操因為士兵多死在滎陽之戰，只好跟司馬夏侯惇等，前往揚州募兵，揚州刺史陳溫、丹陽太守周昕給予曹操四千餘人。行軍至龍亢，士卒叛變，趁夜焚燒曹操營帳，曹操親手斬殺數十人，才出營帳，沒有參與叛變的僅剩五百餘人。又行軍到銍、建平一帶，集結殘兵一千餘人，投奔袁绍，前来河內駐守。
然而不久後，酸棗大營糧秣告盡，各軍星拔營散，同時內鬥又起，劉岱和橋瑁交惡，橋瑁被殺。袁紹和韓馥又謀立幽州牧劉虞為帝，想拉拢曹操，遭到曹操拒绝。联军無暇顧及董卓之事，於是反董卓聯盟解散，除了曹操、孫堅、王匡之外，其餘諸軍皆沒有和涼州軍團交戰，只是各懷鬼胎，保存實力。曹操聽從鮑信的建議，想避開袁紹新佔的冀州，往黃河南邊的兗州進行發展。这时黑山军于毒、白绕、眭固等十余万众攻略魏郡、东郡，东郡太守王肱无法抵抗，曹操趁机使袁绍让自己前往东郡，并顺利地濮阳击败白绕。袁绍于是上表曹操为东郡太守，屯駐東武陽。

### 收眾山東
初平三年（192年），曹操駐軍頓丘，黑山賊于毒等趁機攻擊東武陽，曹操率軍直向于毒的本營西山，于毒得到消息，解除對東武陽的進攻。曹操趁勝進抵內黃，大破眭固及南匈奴單于於夫羅等，東郡遂告安定。
夏，青州的百萬黃巾大軍入侵兖州。兖州刺史劉岱不听济北相鲍信劝阻，与黄巾军交战，结果被杀，舉州驚恐。曹操部屬陳宮前往昌邑，向別駕、治中推薦曹操繼任。鮑信心中亦有同樣想法，於是與州吏萬潛等到东郡迎接太守曹操，推举他担任兗州牧。後來與黃巾軍戰於壽張以東，初期失利，後曹操即起補救，加強訓練，賞罰嚴格，又不斷使用奇兵詭計，晝夜進攻，終於逼退黃巾軍。然而鮑信在亂軍中戰死，曹操重金尋鮑信屍體不得，只好雕刻其木像安葬祭拜。之後，曹操追擊黃巾直到濟北國，黃巾軍眼見退無可退，遂全體投降，其中有士兵三十餘萬人，眷屬老幼約一百萬人。曹操遴選其精銳，組成大名鼎鼎的「青州兵」。
與此同時，漢獻帝下詔使金尚為兗州刺史，曹操在金尚要赴任之際，率軍攻擊，金尚只好投奔袁術。
當時，袁紹和袁術反目成仇，雙方拉結人馬，袁紹找上荊州劉表，而袁術則找上公孫瓚、陶謙。而作为袁绍盟友的曹操，幫助袁紹打敗屯駐高唐的劉備、屯駐平原的單經、屯駐發干的陶謙等。
初平四年（193年），曹操屯軍鄄城。此時劉表截斷盤踞在南陽的袁術其糧道，袁術受不了如此壓力，率軍北上，打算進佔兗州。聯絡黑山賊餘黨以及於夫羅，屯駐封丘，並派遣將領劉詳駐紮匡亭。曹操出兵攻擊劉詳，袁術來救，為曹操所敗，曹操乘勝包圍封丘，還沒包圍完成，袁術突圍，退駐襄邑，曹操追擊，連戰連勝，最後袁術退入揚州九江郡，曹操因此回軍定陶。是為匡亭之戰。
秋，陶謙攻打兖州東部泰山郡，使得曹操父親曹嵩被殺。对于曹嵩之死，存在爭議。為此事，曹操開始攻擊徐州牧陶謙，并得到袁绍相助。曹操打到彭城，陶謙不敵退保郯縣，曹操在此戰中被指「多所殘戮」:33。
興平元年（194年），曹操以荀彧、程昱留守，再攻陶謙，進逼東海、琅邪，並在郯縣大破前來幫忙陶謙的劉備，嚇得陶謙差點逃回丹陽。就在此時，張邈因為恐懼曹操將為袁紹殺死自己，而陳宮則因為邊讓被殺而心生恐懼，於是兩人聯合從事中郎許汜、王楷以及張邈弟張超與太守毛暉，徐翁等，奉迎呂布成為兗州牧。呂布佔據濮陽，兗州郡縣大部分都響應，等曹操回軍時，根據地只剩下鄄城、范、東阿三縣。
曹操和呂布交戰於濮陽，濮陽豪門田氏作為內應，大開城門迎接曹操。曹操焚燒東門，誓言絕不退出，但被呂布反攻大敗，出奔，被呂布抓住，卻不認識曹操，反而問曹操在哪裡，曹操回答：「騎馬逃走那個就是曹操。」呂布相信而放掉曹操，曹操才因此逃過一劫。
曹操回營後，再度組織進攻，雙方再戰於濮陽，對峙一百餘天，雙方糧秣用盡，於是各自撤退。在這危急時刻，曹操曾想投奔袁紹，但被程昱勸阻，曹操這才打消念頭，但还是亲自前往袁绍处，借了五千士兵回兖州繼續和呂布作戰。
興平二年（195年），曹操在鉅野大敗呂布部將薛蘭、李封等，呂布與陳宮捲土重來，雙方遭遇，曹操兵全出去收割小麥，只剩一千餘人，於是曹操設伏，呂布發現敵人單薄，輕裝突擊，曹操伏兵出擊，大敗呂布，乘勝攻取定陶，分兵收復諸縣，呂布逃奔徐州。後，曹操圍雍丘，城破，夷張超三族。就在此時，漢獻帝封曹操為兗州牧。曹操受封兗州牧后，向漢獻帝進貢梨、椑、枣各二箱。曹操在兗州鏖戰四年，總算得到朝廷的承認，也紮實地站穩其第一個領地。

### 奉迎天子

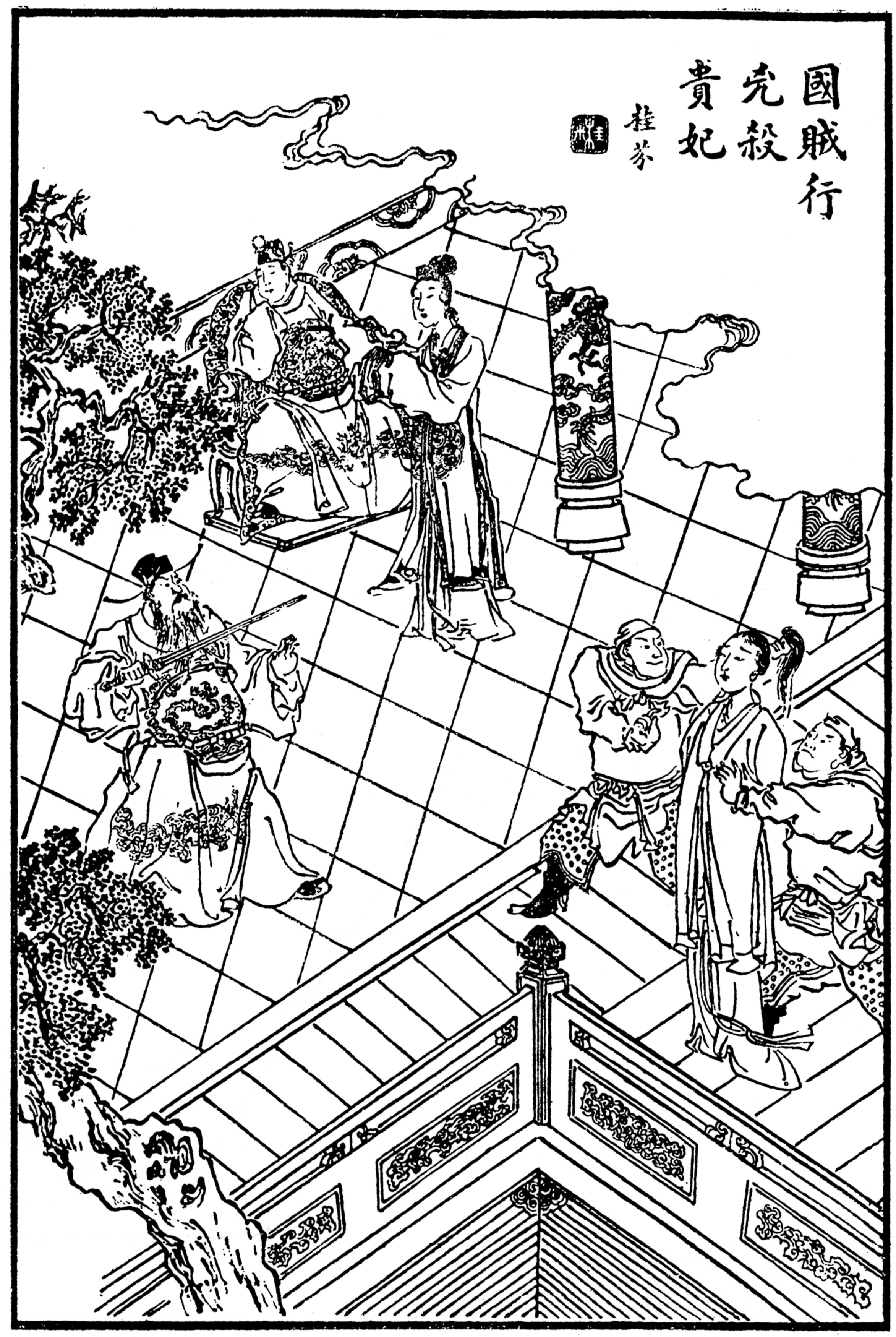
三國志通俗演義插圖中的曹操

195年七月，李傕与郭汜为了争权夺利，内斗不断，汉献帝趁机逃出长安，进驻安邑。建安元年（196年），曹操听从谋士荀彧、毛玠建议，前往洛阳，迎接皇帝。
雖然汉献帝（或其掌权之臣）对曹操仍有疑虑，但是曹操势力击破黄巾军，表現出關心社稷的忠心。由於京師洛阳被董卓破壞，殘破不堪，漢室於八月庚午日（10月7日）遷都至颍川郡许县。曹操於十一月丙戌日（197年1月1日）被任命为司空，行車騎將軍，封武平侯，仍领兖州牧，录尚书事，开始掌控东汉朝廷的军政大权。
早在兖州时期，曹操就开始打算和袁绍决裂。曹操控制汉献帝后，让献帝下诏书谴责袁绍地广兵多而树立党羽，不闻勤王之师而但擅相讨伐。袁绍不服，上书辩解。曹操为了安抚冀州牧袁绍，上表汉献帝，封其为太尉。袁绍又不肯位列曹操之下，甚至被曹操背盟举动所激怒，说；“曹操有几次都快没命，我每次都救他，现在曹操忘恩负义，居然挟天子以令我吗？！”最后曹操让汉献帝封袁绍为大将军。袁绍眼见曹操控制皇帝，借口许都潮湿，洛阳残破，要曹操迁都靠近袁绍控制区的鄄城，但被曹操拒絕。
大约此时曹操夺取梁国，原占据梁国的豫州刺史郭贡下落不明。

### 四方征戰
197年，曹操征討南阳郡的張繡，張繡舉眾投降，之後因为曹操納张绣叔父張濟之妻王氏與其丫環周氏，張繡對這件事感到十分痛恨，於是張繡襲擊曹操，曹操在長子曹昂、姪子曹安民與校尉典韋殿后下逃亡，曹昂、曹安民與典韋陣亡。此後，曹操又兩度攻擊張繡，都沒有徹底擊破。两年后，張繡接受謀士賈詡的建議，向曹操投降，曹操才取得對荊州北部的控制，並且消除許都南面的威脅。
198年十二月，曹操用荀攸、郭嘉的計策，開決泗、沂二河之水灌入下邳，最後生擒处死呂布、陳宮与高顺，收降张辽，把徐州納入勢力範圍。199年，曹操派史涣、曹仁、于禁和徐晃击破张杨旧部眭固，取得河内郡，把势力范围扩张到黄河以北。同年六月，穷途末路的袁术病死于寿春，其部下向曹操投降，淮南之地尽归曹操之手。

### 統一北方

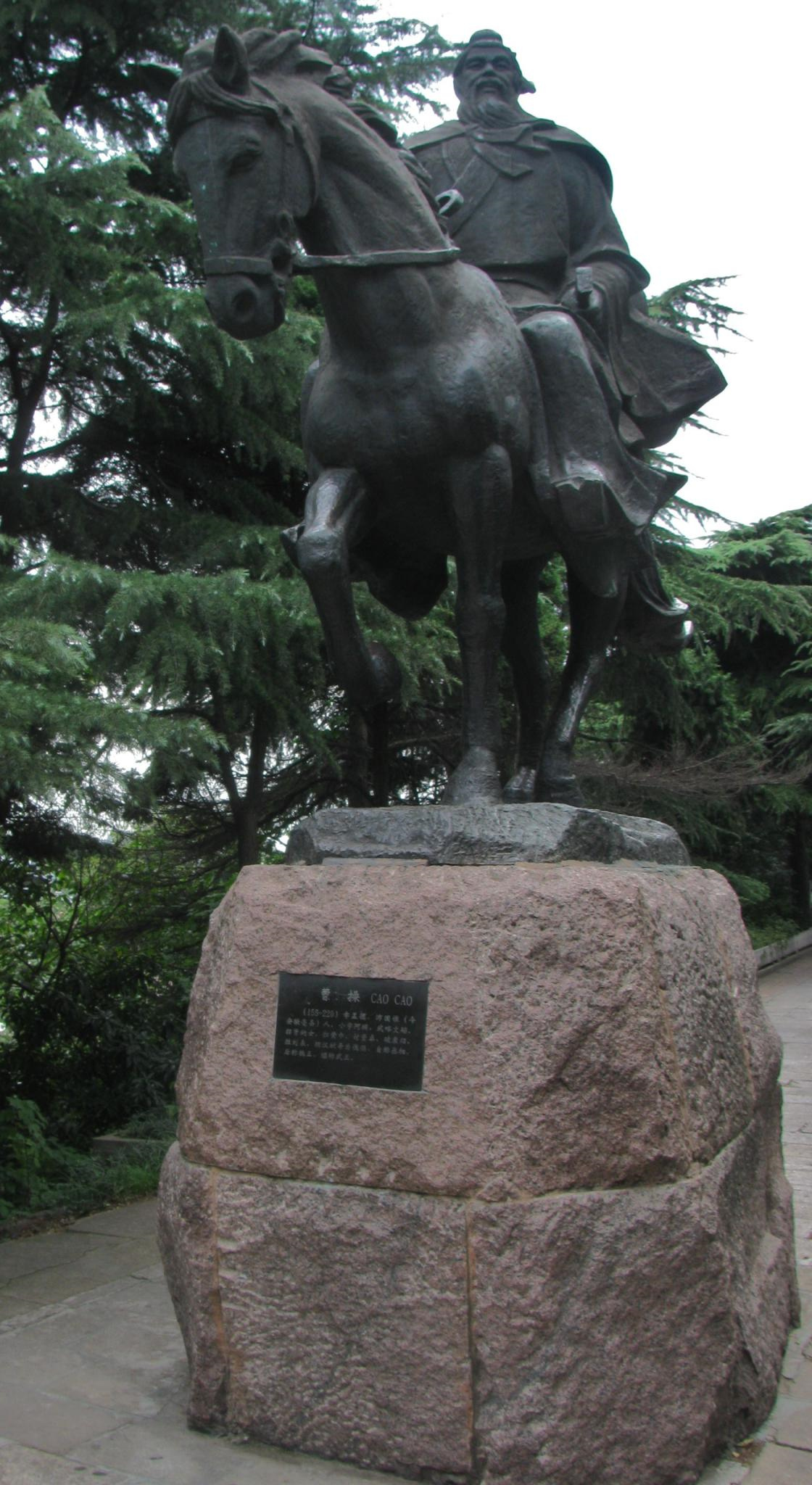
湖北省武漢市的曹操雕像

200年正月，车骑将军董承与左将军刘备、长水校尉辑、将军吴子兰、王子服等人自称收到汉献帝的玉带诏，密谋诛杀曹操，事情败露后除劉備之外的人等被曹操杀害，夷灭三族，怀孕的董贵人也被绞杀。在外领兵的刘备听说后斩杀车胄，统领徐州。不久，曹操攻下徐州，刘备逃到冀州投奔袁绍，刘备大将关羽投降。
二月開始，曹操和袁绍展開一系列的會戰，史稱官渡之戰。谋士沮授建议袁绍采取持久战略不被采纳，而许攸建议袁绍派兵袭击许都亦不被接受。曹操厚待关羽，但关羽在白马之战中斩杀袁绍大将颜良后，自认为已经报恩而重归刘备。十月，战事處入僵局之時，袁绍谋士许攸因为袁绍和他多次不和，许攸家属因为犯罪被袁绍处罚，许攸对袁绍怀恨在心于是投奔曹操，向曹操献策，偷袭袁绍的粮草囤积地烏巢。曹操采纳，因而扭轉戰局。张郃向袁绍建议派大军救援乌巢，但是袁绍只派轻骑去救援。乌巢守将淳于瓊对曹军未先加以防范，结果乐进率军攻陷乌巢，烧掉袁绍所有的军粮，俘虏斩杀淳于瓊。乌巢沦陷之后袁绍兵败逃回邺城，张郃、高览投降曹操，沮授因为拒绝投降而被处死。202年五月，袁绍去世，他最喜欢的三子袁尚继承大将军、冀州牧之位，与長兄袁谭内斗不断。
204年，曹操趁袁氏兄弟内斗的机会，发兵攻下邺城，诛杀审配，自领冀州牧，把自己的据点北迁到冀州邺城，政令军队此后皆从此出，只是在许县留主簿王必監視汉献帝。205年攻下青州，诛杀袁谭与郭图。206年，平定并州高幹的叛乱。207年，曹操征讨乌桓，诛杀蹋顿，谋士郭嘉病死在行军途中。與烏桓合作的袁尚、袁熙在此役兵败后逃往辽东，被太守公孙康所杀並派被扣留的名士涼茂帶首級投降曹操。至此，曹操经过七年的战争，徹底消灭袁氏集团，基本统一中國北方。
曹操出身寒族，而且與閹宦有關，雖然深通詩文，但是不以儒家經學為務，與當時服膺經學的經學、士大夫不同。曹操曾下「求賢令」，強調重才不重德，並以法家之術為治，要摧破豪族的儒學。曹操為一代梟雄，不僅得到眾多寒族人才支持，也得到部份經學士大夫支持，如荀彧、荀攸、钟繇，荀彧更為曹操引進不少士大夫階層的人才。

### 南征赤壁
建安十三年六月癸巳日（208年7月9日），曹操恢复丞相制度，自為丞相。七月，曹操亲统大军10餘万南征荆州，企图先灭刘表，再顺长江东进，击败孙权。八月，荆州牧刘表病亡，次子刘琮请降。九月，刘备在長坂坡被曹军重创，逃往江夏，派遣诸葛亮出使柴桑，与孙权联合。十二月，江东名将周瑜火烧乌林，曹操敗於孫權和劉備聯軍，损失惨重，逃回北方，三國鼎立的雛型初步形成。209年，孙权率军攻打合肥，却中计退兵。周瑜占领江陵与夷陵，守将曹仁、徐晃、乐进等人逃往襄阳。

### 平定西涼
211年三月，曹操為用兵關中，藉口要討伐漢中張魯，遣曹仁、夏侯淵等統率大軍與钟繇會師於關中，此舉引起起關中諸侯的惊疑，馬超等十部起兵聯合反曹，曹操依賈詡離間之計，引起馬超、韓遂等人相互猜疑，一舉擊潰關中聯軍，馬超等人各自走還涼州。十月，曹操进军安定，杨秋投降。曹操率军撤回，命令夏侯渊督众将继续西征。隨後，馬超在隴西捲土重來，先後攻下隴西各地，但是最後復奪涼州未成，兵敗逃奔漢中。曹军在数年之内逐马超、破韩遂、灭宋建、横扫羌、氐，虎步关右，凉州地区基本平定。

### 封公称王
早在建安十一年（206年），曹操就开始废除一些绝封的宗室封国以削弱汉室，仅因感念琅邪王刘容的弟弟刘邈曾称赞他是忠臣，复封刘容之子刘熙为琅邪王。
建安十七年（212年），汉献帝准许曹操“参拜不名、入朝不趋、剑履上殿”，如汉丞相萧何故事。董昭等人推舉曹操為魏公，荀彧以忠於漢室的立場提出反對。曹操答應荀彧永不做魏國公，但是因此對荀彧不悅，不久以參軍事為由革除荀彧尚書令之職並派伏波將軍夏侯惇護送至軍中，但中途停留譙縣，夏侯惇回京，荀彧不久病逝，一說被逼自殺。曹操起兵号称四十万，亲自南征孙权。次年（213年）正月，曹军进军濡须口（今安徽巢湖东南），攻破孙权设在江北的营寨，生擒後處死東吳小將公孙阳。孙权亲率军七万，前至濡须口抵御曹军，相持月餘，各无所获。曹操见孙权军容严整，自己难以取胜，遂撤军北还。五月丙申日（6月16日），漢獻帝正式下詔冊封曹操為魏公，加九锡。仍以丞相領冀州牧如故，其领地广及魏郡、河东郡、河内郡等十个郡国，超过西汉初年的刘姓宗室藩王，更加违背“七国之乱”和推恩令后诸侯封地不得超过一郡的汉制。
建安十九年三月癸未日（214年3月30日），漢獻帝抬曹操的魏公之位於諸王之上，改授金璽，赤紱、遠遊冠。伏皇后数年前曾经写信给父亲伏完，要他秘密图划铲除曹操，伏完直到去世都不敢动手。后来事情败露，曹操命令御史大夫郗虑与尚书令华歆一起统兵入宫逮捕伏皇后。伏皇后藏於牆壁夾縫中，校事趙達率虎賁士砸開牆壁，伏皇后被监禁于掖庭暴室，幽禁而死，所生的两位皇子被鸩酒毒杀，伏氏宗族由不其侯伏隆以下一百多人亦被处死，曹操之女曹节被立为皇后。
215年，曹操进攻漢中，太守張魯投降。曹操收降張魯後，取得漢中屬地，但是劉備得悉曹操攻降漢中，早晚要南下伐蜀，便和孫權以湘水为界平分荊州，回師益州。此時曹操没有接受刘晔的建议，未能趁刘备未站住脚跟之时攻蜀，便班師回朝。同年曹操獲得名義上分封諸侯和任命太守的權力。
建安廿一年四月甲午日（216年5月29日），曹操被封为魏王，立曹丕为世子，公然違反漢高祖所訂「非劉氏而王，天下共擊之」的白馬之盟。同年，杀死图谋投靠孙权的琅邪王刘熙，废除琅邪国。次年（217年）僭天子禮，設天子旌旗，戴天子旒冕，出入得稱警蹕，並作泮宮。十月，再授賜十王冠、二綵帶，乘金根車，駕六馬，設五時副車。曹操此時名義上雖仍為漢臣，但實際上已掌握等同於皇帝的權力和待遇，權傾朝野，漢朝已经名存實亡。曹操任命夏侯淵為征西將軍、曹仁為征南將軍，欲取荊蜀之地。

### 東進西退
215年，曹操打算報復孫權的皖城打擊，隨即率軍伐吳，可惜以失敗告終。孫權率领訛稱十萬大軍進攻合肥，曹操当时刚刚拿下汉中，不能亲自前往征战，便命令合肥守將張遼、樂進、李典阻擋進攻，孙权最终攻不下撤兵。216年，曹操拘留南匈奴单于呼厨泉，派右贤王去卑监国，将南匈奴分成五部，分别安置在朔方、并州、幽州一带，其中左部帅刘豹就是十六国汉赵政权创建者刘渊的父亲。
216年冬，曹操再次率军攻打濡须口，217年開始進攻逼退正在濡須口築新城的孫權，但後來孫權作出反擊，把曹操軍擊退回居巢，雙方進入膠著階段。當時連日大雨水漲，孫權驅使水軍令魏軍將士不安，曹操當時無法打敗孫權，也未能穿越長江巢湖，看見形勢不利便下令撤軍，征戰時及歸途中大軍受瘟疫侵襲死傷者眾多。戰後，孙权派都尉徐详以重結姻親為條件向漢朝廷请降，曹操則對徐詳表示自己想跨越長江與孫權一起在江東狩獵的意願，但徐詳認為這樣只會令江東震蕩，委婉拒絕曹操想乘機進入長江天險的意圖，曹操聽後大笑，隨即接受孫權的請降並結為姻親。
从217年末起，劉備率軍大舉進攻漢中阳平关，漢中之戰爆發。218年七月，曹操亲率大军坐镇長安，同时边塞硝烟再起，曹彰、田豫北征，大破乌桓、鲜卑联军，柯比能附魏。镇守漢中的夏侯淵與劉備相峙一年，曹軍守將夏侯淵、張郃、徐晃多次擊退劉備軍猛烈攻勢。
219年正月，劉備親自領軍和黃忠分進合擊，於定軍山斬殺征西將軍夏侯淵。至此漢中為劉備取得，同年三月曹操親自揮軍欲奪回，一度召集抽調鎮守北方的曹彰二十萬大軍增援，但是都為劉備所敗，曹軍無功而返，劉備便派劉封、黃忠、趙雲等將晝夜不停攻擊曹軍。至五月曹操便撤退至長安，且身体已感觉不适。劉備攻下房陵，派劉封順沔水攻佔上庸。相傳此戰為「雞肋」一词的出处。

### 襄樊決戰
219年七月，劉備在漢中自立為漢中王，封關羽為前將軍。關羽起荊州之兵大舉北伐襄樊，進一步圍困曹軍大將曹仁、滿寵的殘軍於樊城，史稱樊城之戰。曹操派左將軍于禁援救，適逢漢水暴漲，淹沒于禁七軍，漢軍乘勢以水軍攻打，活捉于禁。于禁向關羽投降，龐德被俘虜後不降遭斬，關羽並另遣軍隊包圍襄陽，一時之間威震華夏。當時曹操治下許多州郡的叛軍早已受關羽遙控。
同年十月，曹操来到洛阳，欲遷都以避其鋒芒，桓階、司馬懿、蔣濟等人勸阻，認為孫權必然不願看到關羽坐大。孫權果然自請襲擊關羽後方，曹操並召集駐守合肥與孫權對峙的張遼軍隊、在漢中監視巴蜀的徐晃軍隊等，並且親自由洛陽領軍往樊城救援。
曹操又命人把孫權偷襲荊州的消息用箭射到關羽和樊城守將曹仁處，曹軍士氣大振，而關羽進退失據。最先抵達樊城的徐晃軍，乘著大水稍退，對圍城的關羽軍展開攻擊。曹仁終於突圍而出，與徐晃軍一同擊退關羽。同年十二月，往南退軍的關羽被佔領江陵的孫權俘虏后處斬，孫權將關羽的首級送到洛阳，曹操以諸侯之禮安葬，襄樊戰役結束。

### 梟雄壽終
219年冬天，孙权上书称臣，陈说天命，劝曹操称帝。曹操把孙权来书给群臣观看，陈群、夏侯惇和司马懿等人都劝曹操稱帝。曹操却不想代汉自立，他说：「若天命在吾，吾为周文王矣。」；因周文王的兒子周武王代商立周改朝换代，部分人認為曹操暗示自己的兒子稱帝。（學術界分為兩派，一部分人認為曹操暗示自己兒子去稱帝，而另一部分人認為曹操不想代漢，只想當個周文王那樣的英雄就好了）
建安二十四年（220年）曹操病重時，自虑不起，對於長子曹昂的死，叹曰：“我前后行意，于心未曾有所负也。假令死而有灵，子脩（曹昂）若问我母（丁氏）所在，我将何辞以答！”
建安二十五年正月廿三日庚子（220年3月15日），曹操因中風病逝於洛阳，享年66歲，謚号武王。
曹操临死前留下《遗令》，提倡薄葬。二月廿一日丁卯（4月11日），曹操被安葬于邺城西郊的高陵，與西門豹祠相近。
曹操去世后，世子曹丕嗣魏王、丞相、冀州牧之位。不久，夏侯惇、程昱等人也先后去世。同年十月廿九日（12月11日），曹丕代汉，迫使汉献帝退位禅让，建立曹魏，年号黄初，定都洛阳。封刘协为山阳公，追尊曹操為太祖武皇帝。

## 文學成就

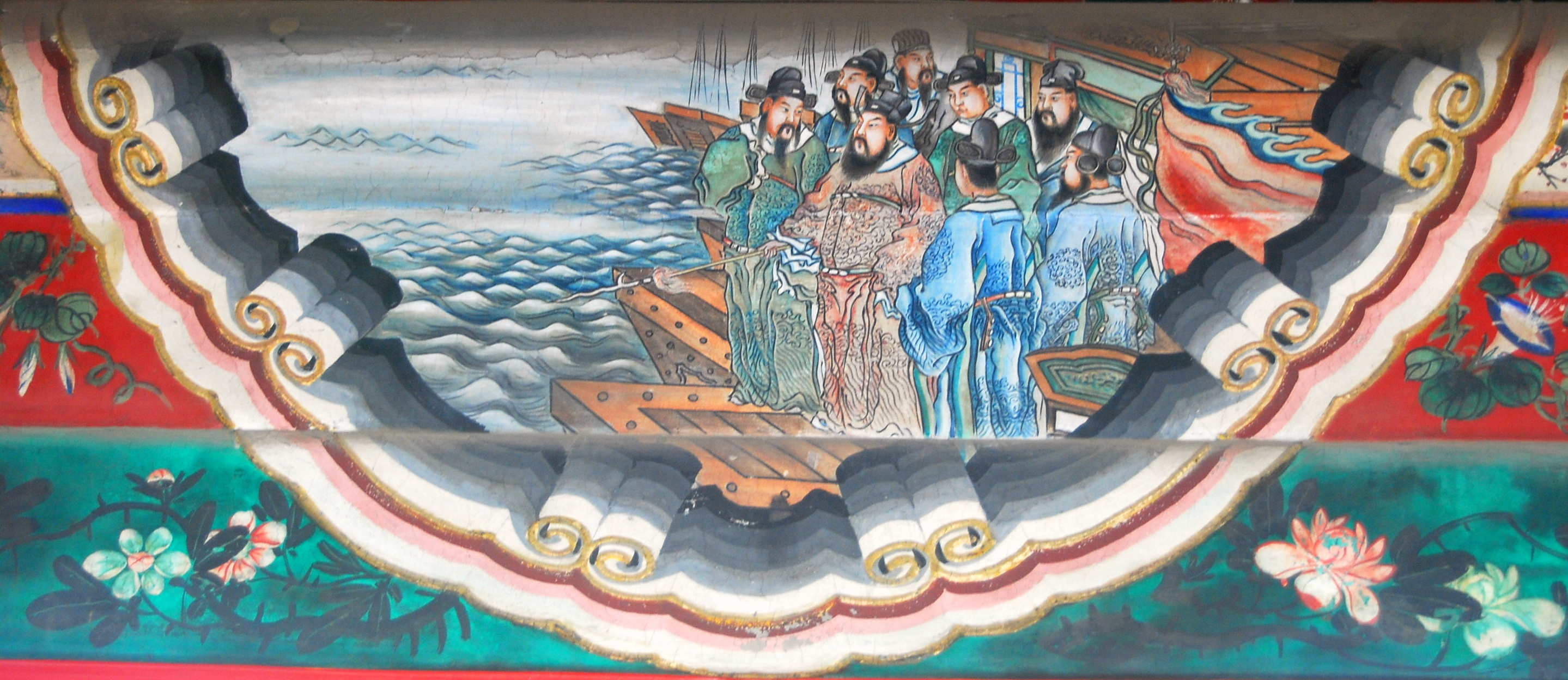
曹操赋诗

### 體裁
曹操詩歌在表現形式上往往有所創新，如「薤露行」、「蒿里行」，「短歌行」古辭都是雜言，各曲僅為四句，曹操則改用五言來寫，各十六句。五言詩以外，又長於四言詩。
《蒿里行》原是雜言，曹操卻以五言重寫，非常成功。四言詩方面，本自《詩經》之後已見衰落，少有佳作，但曹操卻繼承《國風》和《小雅》的傳統，反映現實，抒發情感。例如：《短歌行》、《龜雖壽》、《步出夏門行》等均是四言詩之佳作，使四言詩重生而再放異彩。
此外，曹操還有不少其他文章傳世，例如《请追增郭嘉封邑表》、《讓縣自明本志令》、《与王修书》、《祀故太尉桥玄文》等，文字質樸，感情流露，流暢率真。

### 內容思想
曹操用舊調舊題，描寫新內容。漢樂府詩多著重塑造客觀人物形象，曹操的樂府詩卻突破詩人自我形象；漢樂府詩以敘事為主，曹操的樂府詩卻以抒情為主。他沒有形式上模擬樂府，而是學習民歌反映現實創作精神，用舊曲作詞，既具有民歌的特色，而又富有自己的創造性。
曹操善於以詩歌抒寫政治理想和抱負，雄心壯志，詩中充滿奮發進取的精神，也有思憂難忘、人生朝露的消極情緒，還有宿命思想，又寫了一些遊仙詩。
曹操詩內容大致有三種：反映漢末動亂的現實、統一天下的理想和頑強的進取精神、以及抒發憂思難忘的消極情緒。
- 漢末大亂，曹操又南征北討，接觸的社會面非常廣大，故多有親身經驗和體會如《蒿里行》謂漢末戰亂的慘象，見百姓悲慘之餘又見詩人傷時憫亂的感情。故後人謂曹操樂府「漢末實錄，真詩史也。」
- 曹操對天下具有野心，懷有統一之雄圖，《短歌行》有謂「周公吐哺，天下歸心。」可資明證。其進取之心亦可見出，如《龜雖壽》言之「老驥伏櫪，志在千里。」言己雖至晚年仍不棄雄心壯志。
- 一代梟雄，縱風光一世，亦有星落殞滅之時。曹操對此也感到無能為力，只有作詩感歎，無可奈何。如《短歌行》中「譬如朝露，去日苦多」的感傷，《秋胡行》之低沉情緒，《陌上桑》等遊仙作品中都可見他的消極情緒。

曹操的詩，極受樂府影響，現存的詩脫胎自漢樂府民歌。這些詩歌雖用樂府舊題，卻不因襲古人詩意，自辟新蹊，不受束縛，而是体现汉乐府「感於哀樂，緣事而發」的精神。例如：《薤露行》、《蒿里行》原是輓歌，曹操卻以之憫時悼亂。《步出夏門行》原是感歎人生無常，須及時行樂的曲調，曹操卻以之抒述一統天下的抱負及北征歸來所見的壯景。可見曹操富有創新精神的民歌，開啟建安文學的新風，也影響到後來的杜甫、白居易等人。

### 語言風格
曹操詩語言多古樸質直，少華美詞藻；情調悲壯，激昂慷慨；音調昂揚，氣魄雄偉；形象鮮明，善用比興。
曹操詩文辭簡樸，直抒襟懷，慷慨悲涼而沉鬱雄健，華美辭藻並不常見，惟形象鮮明，如《觀滄海》一詩：「东临碣石，以观沧海。水何澹澹，山岛竦峙。树木丛生，百草丰茂。秋風蕭瑟，洪波湧起，日月之行，若出其中，星漢燦爛，若出其裡。」寥寥數筆，即能以遼闊的滄海景象，表現詩人胸襟，不加潤飾。

### 《詩品》評價
鍾嶸《詩品》對曹操的作品評價「曹公古直，甚有悲涼之句。」，將其置於下品，引起爭議，後世學者亦有認為曹操作品應置於上品。一般認為是由於鍾嶸喜五言詩，而曹操的作品以四言詩見長之故。

## 容貌
- 《世說新語》容止第十四注引《魏氏春秋》：武王姿貌短小，而神明英发。
- 《世說新語》容止第十四：魏武将见匈奴使，自以形陋，不足雄远国，使崔季珪代，帝自捉刀立床头。既毕，令间谍问曰：「魏王何如？」匈奴使答曰：「魏王雅望非常，然床头捉刀人，此乃英雄也。」魏武闻之，追杀此使。
- 曹操小字阿瞒。《说文解字》卷五目部：瞒，平目也。

## 性格
- 據《三國志·武帝紀》記載：曹操年少時展現機智警覺、有權術的樣子，行為俠義而放蕩，沒有專心在一個行業上，當時的人也沒有覺得很奇怪[75]。
- 東漢末年的名士許劭對曹操說：「子治世之能臣，亂世之奸雄」。
- 蜀漢的觀閣令史、西晉的孝廉陳壽曾留下關於曹操的評論「抑可謂非常之人，超世之傑矣」。
- 也有人批評曹操的品德，孫盛曰：「魏武於是失政刑矣。易稱『明折庶獄』，傳有『舉直措枉』，庶獄明則國無怨民，枉直當則民無不服，未有徵青蠅之浮聲，信浸潤之譖訴，可以允釐四海，惟清緝熙者也。昔者漢高獄蕭何，出復相之，玠之一責，永見擯放，二主度量，豈不殊哉！」
- 曹操性格严厉，掾属办公如果不合其意，常常被他杖責。其中何夔经常带着毒药，决心如被杖責宁可自鴆而死也不受侮辱，而何夔终究没有遭受杖刑[76]。
- 曹操生性猜忌，不少人都被他誅殺，例如：崔琰、許攸、婁圭、孔融、楊修、華佗[77]、邊讓、桓邵[78]、劉勳等人，趙彥等忠諫直言而向漢獻帝進言分析局勢和對策，亦被誅殺。亦有派遣刺客誅殺周不疑的故事[79]。
- 曹操派下属卢洪、赵达二人担任抚军都尉负责監軍，軍中对卢洪、赵达相當畏懼[80]。
- 曹操的性格是有兩面性的，從《讓縣自明本志令》中可以看出曹操有政治智慧，也有性情。這樣一份有重要政治意義的綱領性文件卻用了非常樸實的語言風格，以及他的遺囑中很少提及他的政治生涯，很大篇幅都是安排瑣碎的家務事，蘇東坡曾對此評價“平生奸伪，死见真性”，另一方面，曹操的性格也是奸猾的，他以《讓縣自明本志令》表明對漢朝的忠心，但現實上的實際行動卻渾然不同。
- 曹操深通兵法，在戰略、戰術方面都能應付裕如，擅長孫武和吳起等兵法[81]，常用計略來應付一系列的群雄戰爭來取勝，曹操喜歡看書，通曉古典文學，常年在軍旅亦手不釋卷，並在白天傳授兵法，晚上則閱覽經文傳記[82]，甚至還抄寫各家的兵書，命名為《接要》[83]，亦為孫武所著作的《孫子兵法》做過註釋（《孫子略解》）。
- 曹操擅長武藝、劍術，十岁时击退過鳄鱼，曾在兵變時，用剑杀死数十個亂兵才脫身[84]。甚至有一次偷進張讓家時被發現，曹操手揮舞戟才得以逃跑[85]，弓術亦出神入化[86]，曹操也有抱負著野心的態度來面對亂世，如其迎接劉協代表其掌控了漢朝大勢。
- 文藝上除詩歌之外，亦擅長草書，僅次於當時的上品書法家。此外，當時有擅長音律的桓譚、蔡邕，以及擅長圍棋的山子道、王九真、郭凱等人；曹操在這兩方面皆與之匹敵。[87]
- 曹操面對威脅毫不留情，曾坑殺偽裝投降的袁紹士卒[88]，誅殺密謀作亂的董承及其女董貴人、伏皇后及其二子和宗族[89][90]。
- 曹操治下雖然有時會有因不滿徭役而出現的叛亂[91][92][93][94]，但同時曹操亦有很多善待百姓之舉[95][96]。
- 曹操妻妾眾多，不過娶納方面並不是毫無一個標準。並其中出名者多自他处改嫁而来。收降張繡時，收了張繡伯母入側室，引來張繡不快，曹操得知後於是想殺害張繡，但是由於計畫洩漏，引起張繡兵變，其長子曹昂，侄兒曹安民以及典韋白白地犧牲[97][98]。曹操曾许诺将秦宜禄前妻杜夫人赠与关羽，但见其美色后自纳之，關羽因此心中不安。[99][100]曹操不齒呂布染指有夫之妇的行为[101]。曹操也很疼爱妻子所带来继子，并不因为非自己所出就有所忌讳[102]。曹操死前也留下遗言，要求善待他的夫人们[71]。
- 曹操生性节俭，不好华丽。《魏晋世语》记载，曹植之妻崔氏（崔琰侄女）就因穿着过于华丽的衣服违反了禁令，回家后就被曹操賜死了。
- 曹操不迷信鬼神，在担任济南相期间捣毁城阳景王刘章祠[103]，并且認為坟墓也终将被人盗掘，所以极力提倡丧葬从简，一改汉代奢华之风，行事風格非常乾脆實際。袁绍的幕僚陈琳起草讨曹之「檄文」中曾指控曹操設立發丘中郎將、摸金校尉等職，專門盜墓掘墳以賺取軍費，公然發掘漢梁孝王墓列為其「罪行」之一[104]。
- 曹操喜欢吃鱼，在他的《四时食制》中提及不少鱼类。在一场宴会中也说过“今日高会，珍羞略备，所少吴松江鲈鱼耳。[105]”
- 曹操一度認為叔孫通任用盜賊有理，並認為賢人君子無法辦理檢舉一事，自校事趙達遭伏法後，曹操才向建議檢舉趙達的高柔道歉。[106]
- 曹操長年以來有嚴重偏頭痛毛病，甚至有痛到在地上打滾的紀錄，《三國志·華佗傳》描述曹操的病情「心亂目眩」。一日曹操頭痛症犯，強忍苦楚批閱陳琳奏章，陳的絕妙文筆讓曹操看得入神連頭痛都忘了，之後曹操以此事開玩笑稱讚陳琳妙筆生花可治頭痛，後引申為成語「文癒頭風」。[107]

## 身世争议
曹操的父亲曹嵩被宦官曹腾收养，其本来身份與姓氏一直存在争议。《三国志》作者陈寿记载「莫能审其生出本末。」刘宋裴松之《三国志注》中引用的《曹瞒传》和郭颁《世语》则记载曹嵩本姓夏侯，是夏侯惇的叔父。
對于曹嵩出自夏侯氏的记载，何焯提出夏侯惇的儿子夏侯楙娶了曹操的女儿清河公主，夏侯渊的儿子夏侯衡也娶了曹家的女子，所以这种说法是敌对方东吴的传闻，不可采信。而潘眉、林国赞、姚范和赵一清则认为陈寿将夏侯惇、夏侯渊、曹仁、曹洪、曹休、曹真、夏侯尚放在同一个列传中，正隐寓夏侯氏是曹魏的宗室，曹操是夏侯氏的子孙，赵一清还指出曹操把女儿嫁给夏侯楙大概是想掩盖自己的出身，非常地奸诈，何焯据此辩证曹操不是夏侯氏的子孙完全是颠倒事实。恽敬则认为曹操虽然阴险狡猾，也不应该做出近亲通婚之事。曹氏与夏侯氏世代通婚，而夏侯惇、夏侯渊和曹仁、曹洪、曹休、曹真等是曹魏开国元勋，他们死后，曹爽与夏侯玄陆续被杀，大权归于司马氏，所以陈寿将夏侯氏与曹氏合传，让后人看到曹魏兴衰的缘由，这是陈寿写史书定下的史学法规。洪亮吉猜测陈寿大概是因为当时世传曹操是夏侯氏的子孙，所以在评论中特别注明夏侯氏和曹氏世代通婚，以表明此说的错误，洪亮吉还认为将《曹瞒传》和《世语》当做信史的人都是不善于读史书的。刘咸炘认为即便曹嵩是夏侯氏的子孙，他的后裔也未必不能与夏侯氏通婚，因为两家已经是不同族了，陈矫就是如此。如果曹嵩为夏侯氏的子孙不是丑事，没必要避讳，曹嵩是宦官养子人所共知，曹氏家族也没对此事避讳，不避讳养子而避讳出自夏侯氏是不近人情的，所以此说不足信。刘咸炘认为恽敬所给出的曹氏、夏侯氏合传的解释合理，陈寿评论中曹氏合夏侯氏世代通婚就是他这样立传的理由，洪亮吉所说陈寿意在辨明流言的是非反而曲解了陈寿的意思。李景星认为“莫能审其生出本末”是陈寿揭露曹操家世的丑闻。
吴金华总结各家观点，指出陈寿“莫能审其生出本末”是一种曲笔，他还提出曹嵩为夏侯氏的三个证据：
- 《三国志注·吴主传》中引《魏略》记载了孙权写给浩周的书信，当中有“今子当入侍，而未有妃耦，昔君念之，以为可上连缀宗室若夏侯氏”，此时孙权向曹魏称臣，魏臣浩周以为孙权之子可以如同夏侯氏一样和曹魏宗室连结在一起，这已证明曹嵩出自夏侯氏并非敌对方的传闻。
- 《三国志·文帝纪》记载夏侯惇去世的时候，裴松之引用《魏书》“王素服幸邺东城门发哀”，又引孙盛的评价“在礼，天子哭同姓於宗庙门之外。哭於城门，失其所也。”孙盛是东晋时人，以“良史”著称，他的这项评价以曹丕和夏侯惇为同姓，证明曹嵩出自夏侯氏这一点在孙盛时代仍为人所共知。
- 1974年至1979年安徽亳县城南出土了曹氏墓砖，刻辞有“夏侯右”。

對于夏侯氏和曹氏世代通婚之事，周寿昌指出陈矫原为刘氏子孙，后成为舅舅家养子改姓陈，又娶了刘颂的女儿，刘颂与陈矫是近亲，曹操因爱惜陈矫的才华，为他周全，特别下令禁止诽谤此事。周寿昌认为曹操禁止人们议论同姓通婚，也是为自己的私事提供方便。吴金华也提出曹魏时期同姓通婚毫不奇怪，甚至有同母兄妹结为夫妇的情况，如《三国志注·曹爽传》引《魏末传》记载曹操义子何晏就娶了同母妹妹金乡公主。吴金华指出只要知道这一点，就会对曹嵩出自夏侯氏没有任何疑问。此后朱子彦和韩昇仍旧以《曹瞒传》和《世语》不可信，夏侯楙、夏侯衡、夏侯尚娶曹氏女来论证曹操不是夏侯氏的后裔。

### 身後墓地
2009年在河南安阳出土被認為是曹操墓的遺蹟。出土的骨骼身高只有1.55米左右，符合史書中形容曹操身材短小的描述。
2010年1月26日，复旦大学历史学系和现代人类学教育部重点实验室联合宣布，“向全国征集曹姓男性参与Y染色体检测”。复旦大学研究者藉由对现代曹姓人群进行DNA分析，同時配合史籍、方志、家谱等历史资料多重印证，進而找出了6支曹氏族群是最有可能的曹操后代。2011年，复旦大学大学历史学和人类学联合课题组对安徽亳州曹氏宗族墓“元宝坑一号墓”中发现的两颗牙齿，进行了DNA测试，结果属于O1b-M268这一Y染色体单倍群，同时课题组对全国79个曹姓家族446个男性进行了测试，宣布调查结果显示“O1b-M268是唯一在宣称为曹操后裔的众多家族里显著提示的单倍群”，O1b-M268极大可能是曹操家族的遗传标记。而汉代丞相曹参的家族基因O2a-AM01822-MF20808，与曹操的家族基因没有关系，复旦大学教授韩昇表示：“曹操是曹参后人的说法可能是伪造。对有关操姓是曹操后代避祸改姓而来以及曹操是从夏侯氏抱养的说法，经过基因验证都不可信。”课题组李辉等人多次请求安阳有关部门将头盖骨送检DNA，但被拒绝。
然而复旦大学团队的观点被一些机构质疑，如厦门大学人文院发布的论文《关于曹姓家族分子人类学研究的几个问题》中，提出“元宝坑一号墓”在考古挖掘前已被盗掘，陪葬品已几乎被盗光，没有尸骨被发现、作为考古珍贵文物的牙齿却没有被归入文物列出、仅根据牙齿磨损程度和历史文献记载推测可能属于曹鼎的年龄等多方面的存疑。
2016至2017年度考古出現重大發現，曹操墓室內發現3具遺骸，其中60歲左右男性遺骸較完整，專家鑑定後確定為曹操。

## 廟庭
《明帝紀》和《三少帝紀》記載了诏祭祀的文臣武將。
魏明帝曹叡
- 一，“青龙元年夏五月壬申，诏祀故大将军夏侯惇、大司马曹仁、车骑将军程昱於太祖庙庭。 ”

齊王曹芳
- 二，“正始四年秋七月，诏祀故大司马曹真、曹休、征南大将军夏侯尚、太常桓阶、司空陈群、太傅锺繇、车骑将军张郃、左将军徐晃、前将军张辽、右将军乐进、太尉华歆、司徒王朗、骠骑将军曹洪、征西将军夏侯渊、后将军朱灵、文聘、执金吾臧霸、破虏将军李典、立义将军庞德、武猛校尉典韦於太祖庙庭。”
- 三，“正始五年冬十一月癸卯，诏祀故尚书令荀攸于太祖庙庭。 ”
- 四，“嘉平三年十一月，有司奏诸功臣应飨食於太祖庙者，更以官为次，太傅司马宣王功高爵尊，最在上。”[132]

魏元帝曹奐
- 五，“景元三年冬，诏祀故军祭酒郭嘉於太祖庙庭。 ”

## 評價

### 時人評價
- 自評：“設使國家無有孤，不知當幾人稱帝，幾人稱王。”（卷一 魏書一 武帝紀第一 三國志（晉）陳壽（南朝宋）裴松之注《讓縣自明本志令》）
- 橋玄：「今天下將亂，安生民者，其在君乎！」[133][134]
- 許劭：“君清平之奸贼，乱世之英雄。”[135][136]
- 何颙：“汉室将亡，安天下者，必此人也！”
- 王儁：「有治世之具」、「如卿之言，济天下者，舍卿复谁？」、「曹公，天下之雄也，必能興霸道，繼桓、文之功者也。」（《逸士傳》）
- 李瓚：「時將亂矣，天下英雄無過曹操。」（《後漢書·卷六十七·黨錮列傳第五十七》）
- 袁渙：「公明哲超世，古之所以得其民者，公既勤之矣，今之所以失」其民者，公既戒之矣。海內賴公，得免於危亡之禍。」（《三國志·魏書·袁張涼國田王邴管傳第十一》）
- 武宣卞皇后：「明公性急忿然，在外輒行軍法。」（《與楊彪夫人袁氏書》）
- 陳宮：“今天下分裂而州無主；曹東郡（曹操），命世之才也，若迎以牧州，必寧生民。”「逆賊曹操，何等明公！」
- 袁紹：「曹操當死數矣，我輒救存之，今乃背恩，挾天子以令我乎！」
- 袁術欲稱帝時曾推辭：「曹公尚在，未可也。」
- 劉表：「今天下大亂，未知所定，曹公擁天子都許，君為我觀其釁。」
- 呂布：「明公（曹操）所患不過於布，今已服矣，天下不足憂。明公將步，令布將騎，則天下不足定也。」（《三國志·魏書·呂布臧洪傳第七》）
- 于禁：“且公聪明，谮诉何缘！”（《三國志·魏書·張樂于張徐傳第十七》）
- 荀彧：「將軍（曹操）本以兗州首事，平山東之難，百姓無不歸心悅服。」
- 郭嘉：“真吾主也。”“公奉順以率天下；公糾之以猛而上下知制；公外易簡而內機明，用人無疑，為才所宜，不問遠近；公策得輒行，應變無窮；公以至心待人，推誠而行，不為虛美，以檢率下，與有功者無所吝，士之忠正遠見而有實者皆願為用；公於目前小事，時有所忽，至於大事，與四海接，恩之所加，皆過其望，雖所不見，慮之所周，無不濟也；公御下以道，浸潤不行；公所是進之以禮，所不是正之以法；公以少克眾，用兵如神，軍人恃之，敵人畏之。”
- 董昭：「將軍（曹操）興義兵以誅暴亂，入朝天子，輔翼王室，此五伯之功也。」
- 田豐：“曹公善用兵，变化无方，众虽少，未可轻也，不如以久持之。将军据山河之固，拥四州之众，外结英雄，内脩农战，然后简其精锐，分为奇兵，乘虚迭出，以扰河南，救右则击其左，救左则击其右，使敌疲於奔命，民不得安业；我未劳而彼已困，不及二年，可坐克也。今释庙胜之策，而决成败於一战，若不如志，悔无及也。”
- 劉備：“今指與吾為水火者，曹操也，操以急，吾以寬；操以暴，吾以仁；操以譎，吾以忠；每與操反，事乃可成耳。今以小故而失信義於天下者，吾所不取也。”（卷三十七 蜀書七 龐統法正傳第七 三國志（晉）陳壽（南朝宋）裴松之注）「惟獨曹操，久未梟除，侵擅國權，恣心極亂。」「今曹操阻兵安忍，戮殺主後，滔天泯夏，罔顧天顯。」「遂得使操窮兇極逆，主後戮殺，皇子鴆害。」「曹操雖有無君之心，而有奉主之名，議者見操失利於赤壁，謂其力屈，無復遠志也。今操三分天下已有其二，將欲飲馬於滄海，觀兵於吳會，何肯守此坐老乎？」（《三國志·蜀書·先主傳第二》）「吾勢雖不便，汝等百萬來，未如吾何；曹孟德單車來，吾自去。」（華陽國志（晉）常璩 卷六）「今寇虜作害，民被荼毒，思漢之士，延頸鶴望。」「曹操父子，世載其罪。」（卷三十六 蜀書六 關張馬黃趙傳第六 三國志（晉）陳壽（南朝宋）裴松之注）「賊臣篡盜，社稷無主。」（卷三十三 蜀書三 後主傳第三 三國志（晉）陳壽（南朝宋）裴松之注 ）
- 關羽：「吾極知曹公待我厚，然吾受劉將軍厚恩，誓以共死，不可背之。吾終不留，吾要當立效以報曹公乃去。」（《三國志·蜀書·關張馬黃趙傳第六》）
- 孫權：“老賊欲廢漢自立久矣，陡忌二袁、呂布、劉表與孤耳。今數雄已滅，惟孤尚存，孤與老賊，勢不兩立。”（《三國志·吳書·周瑜魯肅吕蒙傳第九》）「其惟殺伐小為過差，離間人骨肉以為酷耳，御將自古少有。」
- 張遼：「以明公威信著於四海，遼奉聖旨，豨必不敢害故也。」（《三國志·魏書十七》）
- 周瑜：「操雖托名漢相，其實漢賊也。」（《三國志·吳書·周瑜魯肅吕蒙傳第九》）
- 魯肅：“今之曹操，猶昔項羽，將軍何由得為桓文乎？肅竊料之，漢室不可復興，曹操不可卒除。為將軍計，惟有鼎足江東，以觀天下之釁。”「彼曹公者，實嚴敵也」（裴松之註引《魏書》及《九州春秋》）「曹公威力實重」（裴松之註引《漢晉春秋》）（《三國志·吳書·周瑜魯肅吕蒙傳第九》）
- 陸遜：「斯三虏者（曹操、劉備、關羽）当世雄杰，皆摧其锋。」（《三國志·吳書·陸遜傳第十三》）
- 韩嵩：“豪杰并争，两雄相持，天下之重，在於将军。将军若欲有为，起乘其弊可也；若不然，固将择所从。将军拥十万之众，安坐而观望。夫见贤而不能助，请和而不得，此两怨必集於将军，将军不得中立矣。夫以曹公之明哲，天下贤俊皆归之，其势必举袁绍，然后称兵以向江汉，恐将军不能御也。故为将军计者，不若举州以附曹公，曹公必重德将军；长享福祚，垂之后嗣，此万全之策也。”
- 諸葛亮：「曹操智計，殊絕於人，其用兵也，仿佛孫、吳。」「曹操五攻昌霸不下，四越巢湖不成，任用李服而李服圖之，委夏侯而夏侯敗亡，先帝每稱操爲能，猶有此失」（《三國志·蜀書·諸葛亮傳第五》）
- 陳琳为袁紹所作檄文：「歷觀古今書籍所載，貪殘虐烈無道之臣，於操為甚。」「因緣眥睚，被以非罪；榜楚參並，五毒備至；觸情任忒，不顧憲綱。」「操欲迷奪時明，杜絕言路，擅收立殺，不俟報國。」
- 鲍信：「夫略不世出，能总英雄以拨乱反正者，君也。」
- 凉茂：「曹公忧国家之危败，愍百姓之苦毒，率义兵为天下诛残贼，功高而德广，可谓无二矣。」（《三國志·魏書·袁張涼國田王邴管傳第十一》）
- 趙雲：「國賊是曹操，非孫權也。」（卷三十六 蜀書六 關張馬黃趙傳第六 三國志（晉）陳壽（南朝宋）裴松之注）
- 夏侯惇：「自古已來，能除民害為百姓所歸者，即民主也。今殿下即戎三十餘年，功德著於黎庶，為天下所依歸，應天順民，復何疑哉！」（卷一 魏書一 武帝紀第一 三國志（晉）陳壽（南朝宋）裴松之注）

### 後人評價
- 王沈：「太祖御軍三十餘年，手不舍書。書則講武策，夜則思經傳。登高必賦，及造新詩，被之管弦，皆成樂章。」（《魏書》）
- 陈寿：「汉末，天下大乱，雄豪并起，而袁绍虎踞四州，强盛莫敌。太祖武皇帝运筹演谋，鞭挞宇内，揽申不害、商鞅之法术，该白起、韩信之奇策，官方授材，各因其器，矫情任算，不念旧恶，终能总御皇机，克成洪业者，惟其明略最优也。抑可谓非常之人，超世之杰矣。」（《三国志·魏书·武帝纪》）
- 崔鴻《前凉錄》曰：「張茂謂馬岌曰：『劉曜自古可誰等輩也？』」岌謂曰：『曹孟德之流。』茂默然。岌曰：『孟德公族也，劉曜戎狄，難易不同。曜殆過之。』茂曰：『曜可方呂布、關羽，而云孟德不及，豈不過哉？』岌曰：「孟德挾天子，令諸侯，仗大義，討不庭；曜一卒胡人，用烏合之眾，而能建威成大逆，天下莫之當，其不優歟！』茂曰：『天生胡以滅中國，殆不可以人事論也。』」
- 孙楚：「太祖承运，神武应期，征讨暴乱，克宁区夏；协建灵符，天命既集，遂廓弘基，奄有魏域。」（《晉書·列傳第二十六》）
- 裴松之：「魏太祖雖機變無方，略不世出，安有以數千之兵，而得逾時相抗者哉？」
- 陸機：「曹氏雖功濟諸華，虐亦深矣，其民怨矣。」（《辨亡論》）「接皇漢之末緒，值王途之多違，佇重淵以育鱗，撫慶雲而遐飛。運神道以載德，乘靈風而扇威。摧羣雄而電擊，舉勍敵其如遺。指八極以遠略，必翦焉而後綏。釐三才之缺典，啓天地之禁闈。舉修網之絕紀，紐大音之解徽。掃雲物以貞觀，要萬途而來歸。丕大德以宏覆，援日月而齊輝。濟元功於九有，固舉世之所推。」（《弔魏武帝文》）
- 潘安：「魏武赫以霆震，奉义辞以伐叛，彼虽众其焉用，故制胜于庙算。」（《西征賦》）
- 刘渊：「大丈夫当为汉高、魏武，呼韩邪何足效哉！」（《資治通鑑 卷第八十五》）
- 梅陶讚陶侃像曹操「機神明鑒」
- 王导：「昔魏武，达政之主也；荀文若，功臣之最也。」 （《晉書 列傳第三十五》）
- 石勒：「大丈夫行事，當磊磊落落，如日月皎然，終不能如曹孟德、司馬仲達父子，欺他孤兒寡婦，狐媚以取天下也。」（《晉書·載記第五·石勒下》）
- 垣荣祖：「昔曹操、曹丕上马横槊，下马谈论，此于天下可不负饮矣！」（《南齊書·卷二十八·列傳第九》）
- 钟嵘：「曹公古直，甚有悲凉之句。」
- 張輔：“武帝為張繡所困，挺身逃遁，以喪二子也；然其忌克，安忍無親：董公仁賈文和，恆以佯愚自免；荀文若楊德祖之徒；多見賊害；行兵三十餘年，無不親征；功臣謀士，曾無列土之封；仁愛不加親戚；惠澤不流百姓。”（《藝文類聚卷二十二》）
- 張悌：「曹操雖功蓋中夏，威震四海；崇詐權術，征伐無已！民畏其威而不懷其德也。」
- 张鼎：「君不见汉家失统三灵变，魏武争雄六龙战。荡海吞江制中国，回天运斗应南面。隐隐都城紫陌开，迢迢分野黄星见。流年不驻漳河水，明月俄终邺国宴。文章犹入管弦新，帷座空销狐兔尘。可惜望陵歌舞处，松风四面暮愁人。」
- 张说：「君不见魏武草创争天禄，群雄睚眦相驰逐。昼携壮士破坚阵，夜接词人赋华屋。都邑缭绕西山阳，桑榆汗漫漳河曲。城郭为墟人代改，但有西园明月在。邺傍高冢多贵臣，娥眉曼睩共灰尘。试上铜台歌舞处，唯有秋风愁杀人。」（《鄴都引》）
- 王勃：「魏武用兵，仿佛孙吴。临敌制奇，鲜有丧败，故能东禽狡布，北走强袁，破黄巾于寿张，斩眭固于射犬。援戈北指，蹋顿悬颅；拥旆南临，刘琮束手。振威烈而清中夏，挟天子以令诸侯，信超然之雄杰矣。」（《三國論》）
- 魏元忠：「魏武之纲神冠绝，犹依法孙、吴，假有项籍之气，袁绍之基，而皆泯智任情，终以破灭，何况复出其下哉！」（《舊唐書·列傳第四十二》）
- 朱敬则：「观曹公明锐权略，神变不穷，兵折而意不衰，在危而听不惑，临事决机，举无遗悔，近古以来，未之有也。」（《全唐文·魏武帝論》）；「昔魏太祖兵锋无敌，神机独行，大战五十六，九州静七八，百姓与能，天下慕德，犹且翼戴弱主，尊奖汉室。」
- 赵蕤：「运筹演谋，鞭挞宇内，北破袁绍，南虏刘琮，东举公孙康，西夷张鲁，九州百郡，十并其八，志绩未究，中世而殒。」（《長短經卷六 霸紀下》）
- 崔浩：「劉裕平逆亂，司馬德宗之曹操也。」（《資治通鑑·卷一百一十八·晉紀四十》）
- 習鑿齒：「昔齊桓公一矜其功而叛者九國，曹操暫自驕伐而天下三分，皆勤之於數十年之內而棄之於俯仰之頃，豈不惜乎！是以君子勞謙日昃，慮以下人，功高而居之以上，勢尊而守之以卑。情近於物，故雖貴而人不厭其重；德洽群生，故業廣而天下愈欣其慶。夫然，故能有其富貴，保其功業，隆顯當時，傳福百世，何驕矜之有哉！君子是以知曹操之不能遂兼天下者也。」（《漢晉春秋》）
- 李世民對曹操用兵才能評價：「临危制变，料敌设奇，一将之智有余，万乘之才不足。」（《資治通鑑/卷197》）「帝以雄武之姿，當艱難之運，棟梁之任，同乎曩時，匡正之功，異於往代。觀沈溺而不拯，視顛覆而不持，乖徇國之情，有無君之跡。既而三分肇慶，黃星之應久彰；卜主啟期，真人之運斯屬。其天意也，豈人事乎！」（《全唐文·卷十·祭魏太祖文》），又對曹操品德評價：「朕常以魏武帝多詭詐，深鄙其為人。」（《貞觀政要》）
- 虞世南：「曹公兵机智算，殆难与敌，故能肇迹开基，居中作相，实有英雄之才矣。然谲诡不常，雄猜多忌，至于杀伏后，鸩荀彧，诛孔融，戮崔琰，娄生毙于一言，桓邵劳于下拜，弃德任刑，其虐已甚，坐论西伯，实非其人。许劭所谓『治世之能臣，乱世之奸雄』，斯言为当。」（《长短经》卷二）
- 劉知幾：「賊殺母后，幽迫主上，罪百田常，禍千王莽。」（《史通•探賾篇》）
- 元稹：「劉虞不敢作天子，曹瞞篡亂從此始」（《董逃行》）
- 苏洵：「项籍有取天下之才，而无取天下之虑；曹操有取天下之虑，而无取天下之量；玄德有取天下之量，而无取天下之才。」
- 蘇軾：「世之稱人豪者，才氣各有高卑，然皆以臨難不懼，談笑就死為雄。操以病亡，子孫滿前，而咿嬰涕泣，留連妾婦，分香賣履，區處衣物，平生奸偽，死見真性。世以成敗論人物，故操得在英雄之列。而公見謂才疏意廣，豈不悲哉！操平生畏劉備，而備以公知天下有己為喜，天若胙漢，公使備，備誅操無難也。」（《孔北海贊》）
- 穆修：「惟帝之雄，使天济其勇尚延数年之位，岂强吴、庸蜀之不平！」（《四庫全書總目提要》）
- 王安石：「青山為浪入漳州，銅雀台西八九丘。螻蟻往還空壟畝，麒麟埋沒幾春秋。功名蓋世知誰是，氣力回天到此休。何必地中餘故物，魏公諸子分衣裘。」
- 司馬光：「知人善任，難眩以偽。識拔奇才，不拘微賤；隨能任使，皆獲其用。與敵對陣，意思安閒，如不欲戰然；及至決機乘勝，氣勢盈溢。勳勞宜賞，不吝千金；無功望施，分毫不與。用法峻急，有犯必戮，或對之流涕，然終無所赦。雅性節儉，不好華麗。故能芟刈群雄，幾平海內。」（《資治通鑒》）
- 何去非：「曹公逡巡独以其智起而应之，奋盈万之旅，北摧袁绍而定燕、冀；合三县之众，东擒吕布而收济衮；蹙袁术于淮左，彷徨无归，遂以奔死。而曹公智画之出，常若有余，而不少困。彼之所谓势与勇者，一旦溃败，皆不胜支。然后天下始服曹公之为无敌，而以袁、吕为不足恃也。至于彼之任势与力，及夫各挟智勇之不全者，亦皆知曹公之独以智强而未易敌也，故常内惮而共蹙之。」；「言兵无若孙武，用兵无若韩信、曹公。」（《何博士備論》）
- 元好問：「曹劉坐嘯虎生風，四海無人角兩雄。」（《論詩絕句》）
- 朱熹：「曹操作詩必說周公，如云：『山不厭高，水不厭深；周公吐哺，天下歸心！』又，苦寒行云：『悲彼東山詩。』他也是做得箇賊起，不惟竊國之柄，和聖人之法也竊了！」（《朱子語類‧論文下》）「曹操合下便知據河北可以為取天下之資。既被袁紹先説了，他又不成出他下，故為大言以誑之。胡致堂説史臣後來代為文辭以欺後世，看來只是一時無説了，大言耳。此著被袁紹先下了，後來崎嶇萬狀，尋得個獻帝來，為挾天下令諸侯之舉，此亦是第二大著。若孫權據江南，劉備據蜀，皆非取天下之勢，僅足自保耳。"曹操用兵，煞有那幸而不敗處，卻極能料。如徵烏桓，便能料得劉表不從其後來。……曹操自是賊……孫權又是兩間底人，只有先主名分正。」（《朱子語類 卷一百三十六 歷代三》）
- 李綱：「曹瞞黠如鬼，嗜殺猶虎狼。」（五哀詩 漢處士禰衡）
- 周紫芝：「曹瞞舉漢鼎，一目窺九州。凌轢欺孤兒，大蒙口舌羞。」（張鰲詩（並引））
- 胡三省：「操蓋已棄武都而不有矣。諸氐散居秦川，苻氏亂華自此始。」
- 洪皓：「长笑袁本初，妄意清君侧。垂头返官渡，奇祸怜幕客。曹公走熙尚，气欲陵韩白。欺取计已成，军容漫辉赫。跨漳筑大城，劳民屈群策，北虽破乌丸，南亦困赤壁。八荒思并吞，二国尽勍敌。四陵寄遗恨，讲武存陈迹。雉堞逐尘飞，浊流深莫测。回首铜雀台，鼓吹喧黾蝈。」（《洪皓詩集》）
- 洪适：「曹瞞好發丘，凶德比夷虜。」
- 姜特立：「可笑曹瞞空狡獪，西陵作伎一何痴。」（《和樂天為張建封侍兒盼盼作仍繼五篇 其五》）
- 钟惺：「邺则邺城水漳水，定有异人从此起。雄谋韵事与文心，君臣兄弟而父子。英雄未有俗胸中，出没岂随人眼底？功首罪魁非两人，遗臭流芳本一身。文章有神霸有气，岂能苟尔化为群？横流筑台距太行，气与理势相低昂。安有斯人不作逆，小不为霸大不王？霸王降作儿女鸣，无可奈何中不平。向帐明知非有益，分香未可谓无情。呜呼！古人作事无巨细，寂寞豪华皆有意。书生轻议冢中人，冢中笑尔书生气！」
- 張溥：「孟德瑞應黃星，志窺漢鼎，世遂謂梁沛真人，天下莫敵；究其初，一名孝廉也……孟德奮跳，當塗大振，易漢而魏，雖附會曹參，難洗宗恥……孟德御軍三十餘年，手不捨書，兼草書亞崔、張，音樂比桓、蔡，圍棋埒王、郭；復好養性，解方藥。周公所謂多材多藝，孟德誠有之。使彼不稱王謀篡，獲與周旋，畫講武策，夜論經傳；或登高賦詩，被之管絃。又觀其射飛鳥，擒猛獸，殆可終身忘老，乃竟甘心作賊者，謂時不我容耳。漢末名人，文有孔融，武有呂布，孟德實兼其長；此兩人不死，殺孟德有餘。《述志》一令，似乎欺人，未嘗不抽序心腹，慨當以慷也。」（《漢魏六朝百三家集·魏武帝集題辭》）
- 羅貫中：“雄哉魏太祖，天下扫狼烟。动静皆存智，高低善用贤。长驱百万众，亲注《十三篇》。豪杰同时起，谁人敢赠鞭？”“功首罪魁非兩人，遺臭流芳本一身。文章有神霸有氣，豈能苟爾化為羣？”“向帳明知非有益，分香未可謂無情。”（《三国志通俗演义》）
- 趙翼：「操起兵於漢祚垂絕之後，力征經營，延漢祚者二十餘年，然後代之。司馬氏當魏室未衰，乘機竊權，廢一帝、弒一帝而奪其位，比之於操，其功罪不可同日語矣！」（《廿二史劄記》卷七 ）
- 蔡東藩：“曹操為亂世奸雄，乘機逐鹿，智略過人。袁紹袁術諸徒，皆不足與操比，遑論一張繡乎？乃宛城既下，遽為一孀婦所迷，流連忘返，幾至身死繡手，坐隳前功。董卓之死也，釁由婦人﹔操之不死於婦人之手，蓋亦僅耳！（《後漢演義》）
- 陳祚明：「孟德天分甚高，因緣所至，成此功業。」
- 黃摩西：「魏武雄才大略，草創英雄中，亦當占上座；雖好用權謀，然從古英雄，豈有全不用權謀而成事者？」
- 鲁迅：「曹操是一个很有本事的人，至少是一个英雄。我虽不是曹操一党，但无论如何，总是非常佩服他。」
- 毛泽东：「曹操是了不起的政治家、军事家，也是个了不起的诗人…曹操统一中国北方，创立魏国。他改革了东汉的许多恶政，抑制豪强，发展生产，实行屯田制，还督促开荒，推行法治，提倡节俭，使遭受大破坏的社会开始稳定、恢复、发展。」；「大雨落幽燕，白浪滔天，秦皇岛外打鱼船。一片汪洋都不见，知向谁边？往事越千年，魏武挥鞭，东临碣石有遗篇。萧瑟秋风今又是，换了人间。」（《浪淘沙·北戴河》）
- 范文澜：「他是拨乱世的英雄，所以表现在文学上，悲凉慷慨，气魄雄豪。」
- 黃仁宇：「《三國志》裏的曹操，不見得比他同時人物如劉備、孫權更為譎詐。而且他有敢説敢做、豪邁磊落、放浪不羈的浪漫色彩。」「曹操能夠出類拔萃，是由於他的不拘小節、眼光遠大。然則他雖看清傳統道德不能解決當日毛病，但他也不知放棄傳統道德亦不見得能拯救當日毛病。」（《赫遜河畔談中國歷史》）
- 费正清、崔瑞德：“给予汉王朝的致命一击却留给了中国历史上最引人注目的人物之一的曹操。曹操出身微贱，是大诗人、大战略家，也是现实主义的政治思想家；他反对儒家的礼仪和道德束缚。”（《剑桥中国秦汉史》）
- 美国西点军校图书舘，現收錄孙子兵法曹操注释版
- 申靖夏：「魏武得荊州，與荀彧書曰，不喜得荊州，喜得蒯異度耳。異度卽越字也，越盖通後也，魏武之能急士如此。其得志天下宜哉。」，「沮授，田豐之智謀，不在荀彧，郭嘉下。使紹而能用其言，魏武未必得志於天下，然紹不徒不能用，又從而殺之，一似項羽之於范增。二人者盖亦有昧擇木之罪焉。東坡論范增，陋其欲依羽成功，吾於授，豐亦云。」，「魏武之欲易儲也，毛玠諫曰，近者袁紹以嫡庶不分，覆宗滅國。其問賈詡也，詡不答。魏武曰，有問而不答何也。詡曰，適有所思耳。魏武曰，何思也。詡曰，思袁本初，劉景升父子耳。盖玠則正諫，而詡則以諷也。當玠之有言也，魏武雖曰吾之周昌。而其意猶未已。及聞詡之對，則笑而遂無易太子之志。此則諷諫之易入而正諫之難入也。其後玠坐微事，終身廢放，而詡則厚遇加昔，此則正與諷之利害也。」（《恕菴集·卷16·雜記·評史》）
- 余秋雨：「曹植固然構築了一個美艷的精神別苑，而曹操的詩，則是礁石上的銅鑄鐵澆。」[137]
- 譚其驤：「曹操是一個有優點，有缺點，功勞很大，罪孽也不小的歷史人物。」（《毛澤東為曹操翻案的歷史細節》）
- 錢穆：「曹操兼能政治、軍事和文學，又能用人，是魏國創業者。然而，他卻是一大奸雄，故為歷史反面人物，此下中國歷史六百年中衰，曹操不能辭其咎。」（《中國史學發微》）
- 曹青：「聖主曹操，滄海如巔。」（《思想先於革新》）

## 家庭成员

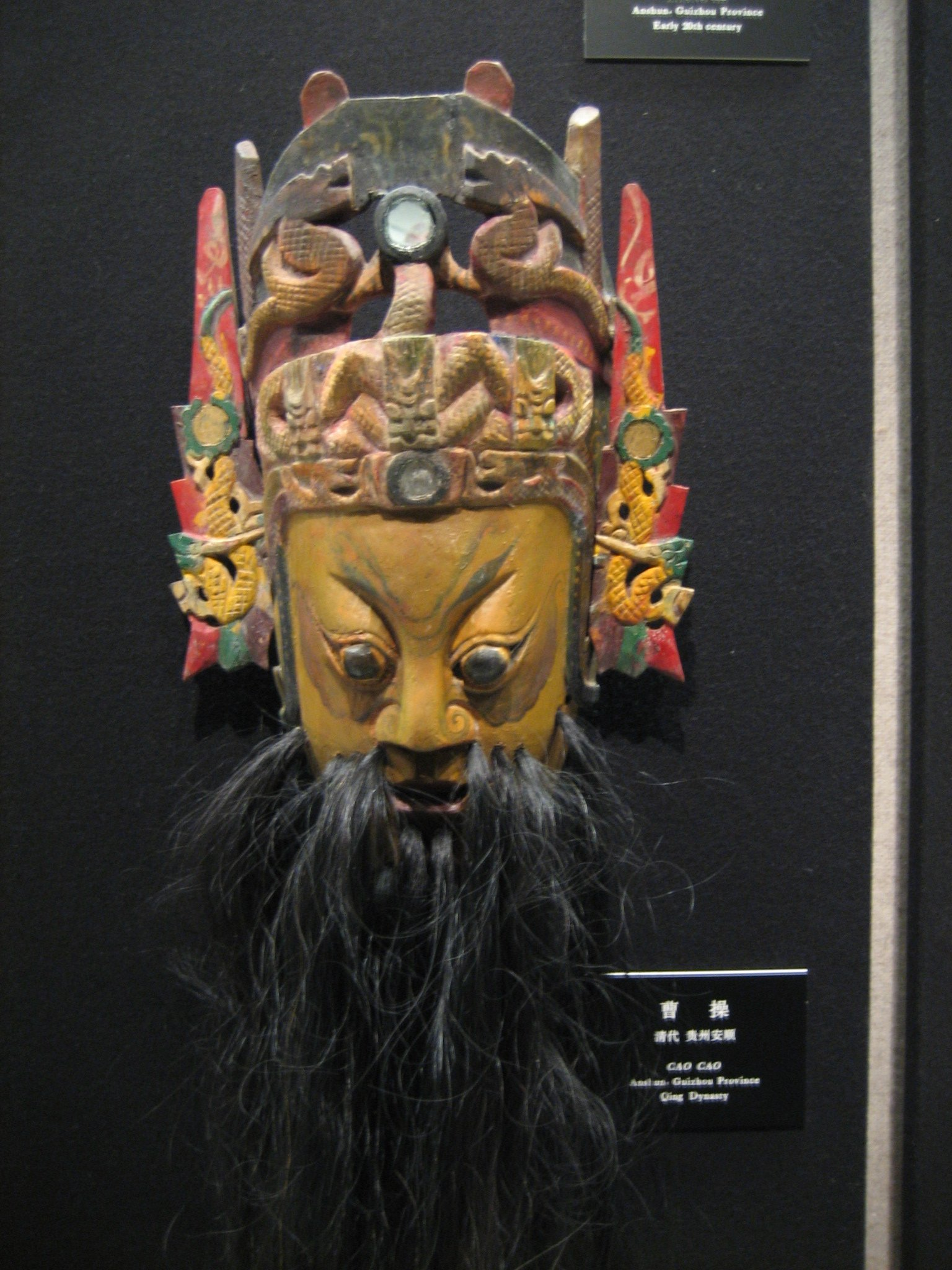
清代安順地戲面具曹操像

| \| \| \| \| \| \| \| \| \| \| \| \| \| \| \| \| \| \| \| \| 曾祖父：曹萌 \| \| \| \| \| \| \| \| \| \| \| \| \| \| \| \| \| \| \| \| \| \| \| \| \| \| \| \| \| \| \| \| \| \| \| \| \| \| \| \| \| \| \| \| \| \| \| \| \| \| \| \| \| \| 祖父：曹騰 \| \| \| \| \| \| \| \| \| \| \| \| \| \| \| \| \| \| \| \| \| \| \| \| \| \| \| \| \| \| \| \| \| \| \| \| \| \| \| \| \| \| \| \| \| \| \| \| \| \| \| \| \| \| 父：（追尊）太皇帝曹嵩 \| \| \| \| \| \| \| \| \| \| \| \| \| \| \| \| \| \| \| \| \| \| \| \| \| \| \| \| \| \| \| \| \| \| \| \| \| \| \| \| \| \| \| \| \| \| \| \| \| \| \| \| \| \| 祖母： 吳氏 \| \| \| \| \| \| \| \| \| \| \| \| \| \| \| \| \| \| \| \| \| \| \| \| \| \| \| \| \| \| \| \| \| \| \| \| \| \| \| \| \| \| \| \| \| \| \| \| \| \| \| \| \| \| (追尊）太祖武皇帝曹操 \| \| \| \| \| \| \| \| \| \| \| \| \| \| \| \| \| \| \| \| \| \| \| \| \| \| \| \| \| \| \| \| \| \| \| \| \| \| \| \| \| \| \| \| \| \| \| \| \| \| \| \| \| \| 母：（追尊）太皇后丁氏 \| \| \| \| \| \| \| \| \| \| \| \| \| \| \| \| \| \| \| \| \| \| \| \| \| \| \| \| \| \| \| \| \| \| \| \| \| \| \| \| \| \| \| \| \| \| \| \| \| \| \| \| |                        |  |  |  |  |  |  |  |  |  |  |  |  |  |  |  |
| |                        |  |  |  |  |  |  |  |  |  |  |  |  |  |  |  |
| | 曾祖父：曹萌           |  |  |  |  |  |  |  |  |  |  |  |  |  |  |  |
| |                        |  |  |  |  |  |  |  |  |  |  |  |  |  |  |  |
| |                        |  |  |  |  |  |  |  |  |  |  |  |  |  |  |  |
| | 祖父：曹騰             |  |  |  |  |  |  |  |  |  |  |  |  |  |  |  |
| |                        |  |  |  |  |  |  |  |  |  |  |  |  |  |  |  |
| |                        |  |  |  |  |  |  |  |  |  |  |  |  |  |  |  |
| | 父：（追尊）太皇帝曹嵩 |  |  |  |  |  |  |  |  |  |  |  |  |  |  |  |
| |                        |  |  |  |  |  |  |  |  |  |  |  |  |  |  |  |
| |                        |  |  |  |  |  |  |  |  |  |  |  |  |  |  |  |
| | 祖母： 吳氏            |  |  |  |  |  |  |  |  |  |  |  |  |  |  |  |
| |                        |  |  |  |  |  |  |  |  |  |  |  |  |  |  |  |
| |                        |  |  |  |  |  |  |  |  |  |  |  |  |  |  |  |
| | (追尊）太祖武皇帝曹操  |  |  |  |  |  |  |  |  |  |  |  |  |  |  |  |
| |                        |  |  |  |  |  |  |  |  |  |  |  |  |  |  |  |
| |                        |  |  |  |  |  |  |  |  |  |  |  |  |  |  |  |
| | 母：（追尊）太皇后丁氏 |  |  |  |  |  |  |  |  |  |  |  |  |  |  |  |
| |                        |  |  |  |  |  |  |  |  |  |  |  |  |  |  |  |
| |                        |  |  |  |  |  |  |  |  |  |  |  |  |  |  |  |

### 祖父輩
- 曹騰（100年－159年），東漢宦官，為小黃門，遷至中常侍。桓帝即位，曹騰封費亭侯，遷大長秋，加位特進。曹操的父親曹嵩是他的養子。曹叡繼承皇位後，追尊曹騰为高皇帝。
- 曹褒，潁川太守，曹仁祖父。

### 父輩
- 曹嵩（2世紀－193年），曹操的父親，宦官中常侍、大長秋曹騰的養子，出錢一億萬買官至太尉。曹操起兵後，避世於徐州，後来因曹操曾數擊陶謙，陶謙使輕騎殺曹嵩、曹德於郡界。也有说法认为他们是被陶谦手下张闿贪财杀害。曹丕称帝后，追尊曹嵩为太皇帝。
- 曹熾，侍中、長水校尉。曹褒之子，曹仁、曹純之父。
- 曹鼎，尚书令、河间相[138]、吴郡太守 [139]。曹洪伯父，曹休祖父。

### 弟
- 曹德（2世紀－193年），太尉曹嵩之子。曹操之弟。曹操起兵後，避世於徐州，曹操曾數擊陶謙，陶謙使輕騎殺曹嵩、曹德於郡界。
- 海阳哀侯，曹操弟，名不详。其女嫁夏侯渊之子夏侯衡。
- 曹彬，曹操弟。是曹操之子曹均的養父。
- 曹操弟，名不详，其子曹安民。
- 曹操弟，名不详，其女嫁孫堅之子孙匡。

### 堂兄弟
- 夏侯惇（？－220年）：字元讓，初为奋武将军司马，建安十二年（207年）封邑2500户。官至大将军，封高安乡侯。死后谥为忠侯，其七子二孙皆为关内侯。青龙元年（233年）入太祖庙庭，配享祭祀。其子夏侯楙娶曹操之女清河公主。
- 夏侯渊（？－219年）：字妙才，惇之族弟，其妻为曹操原配夫人丁氏之妹，有记载的活动期间为189年-219年。初为别部司马、骑都尉。建安廿一年（216年）封邑800户。官至征西将军，封博昌亭侯。建安廿四年（219年）死于与刘备、黄忠的争夺汉中的战役，死后谥为愍侯。正始四年（243年）在太祖庙庭，享祭祀。其子夏侯衡娶曹操弟海阳哀侯之女。
- 曹仁（168－223年）：字子孝，太祖從弟，祖父曹褒曾任颖川太守，父亲曹炽曾任侍中、长水校尉。初为别部司马，行厉锋校尉权。建安廿五年（220年）封邑3500户，封陈侯。文帝年间官至大将军。死后谥为忠侯。青龙元年（233年）入太祖庙庭，配享祭祀。
- 曹纯（170－210年）：字子和，曹仁之弟，初为议郎，後統領虎豹騎。约建安十二年（207年）封邑300户，封高陵亭侯，死后谥为威侯。
- 曹洪（？－232年）：字子廉，太祖從弟，伯父曹鼎曾为尚书令。初为鹰扬校尉。黄初年间，封邑2100户。官至骠骑将军，封乐城侯。死后谥为恭侯。正始四年（243年）在太祖庙庭，享祭祀。

### 妻妾
曹操正妻及側室，據《魏志·后妃傳》及《武文世王公傳》，可考者有15位：
- 丁夫人，曹操的原配正室夫人，因曹昂之死而与曹操反目，曹操曾欲迎回而不可得。
- 武宣皇后，即卞氏，丁夫人被廢後才扶正，生有曹丕、曹彰、曹植、曹熊四子。
- 劉夫人，曹操之妾，早年病亡，生有曹昂、曹鑠两子，女儿清河公主。
- 環夫人，曹操之妾，生有三个儿子曹沖、曹據、曹宇。
- 杜夫人，曹操之妾。和前夫秦宜禄生有兒子秦朗。和曹操生有儿子曹林、曹袞，女兒金鄉公主。
- 秦夫人，曹操之妾，生有曹玹、曹峻二子。
- 尹夫人，曹操之妾。和前夫何咸生有儿子何晏，和曹操生有曹矩一子。
- 王昭儀，曹操之妾，曹幹生母早卒，曹操命其撫養。
- 孫姬，曹操之妾，生有曹上、曹彪、曹勤三子。
- 李姬，曹操之妾，生有曹乘、曹整、曹京三子。
- 周姬，曹操之妾，生有曹均一子。
- 劉姬，曹操之妾，生有曹棘一子。
- 宋姬，曹操之妾，生有曹徽一子。
- 趙姬，曹操之妾，生有曹茂一子。
- 陳妾，曹操之妾，生有曹幹一子。
- 張濟妻，《三國演義》為鄒氏，张绣族叔之妻，曹操纳为妾室后，引张绣所恨[140]。

其他
- 來鶯兒，野史記載，東漢雒陽之名妓，後愛上曹操的侍衛王圖。

### 兒子
據《魏志·文帝紀》、《任城陳蕭王傳》、《武文世王公傳》，曹操的兒子有25位，因列传顺序是按母亲地位而非长幼，故总体次序不可考，仅知同一母下的排序：
| 封号     | 姓名   | 生卒年        | 母亲   |
| -------- | ------ | ------------- | ------ |
| 丰愍王   | 曹昂   | ？ - 197年    | 刘夫人 |
| 相殇王   | 曹铄   | ？- ？        | 刘夫人 |
| 魏文帝   | 曹丕   | 187年 - 226年 | 卞皇后 |
| 任城威王 | 曹彰   | ？ - 223年    | 卞皇后 |
| 陈思王   | 曹植   | 192年 - 232年 | 卞皇后 |
| 萧怀王   | 曹熊   | ？- ？        | 卞皇后 |
| 邓哀王   | 曹冲   | 196年 - 208年 | 环夫人 |
| 彭城王   | 曹据   | ？- ？        | 环夫人 |
| 燕王     | 曹宇   | ？ - 278年    | 环夫人 |
| 沛穆王   | 曹林   | ？ - 256年    | 杜夫人 |
| 中山恭王 | 曹衮   | ？ - 235年    | 杜夫人 |
| 济阳怀王 | 曹玹   | ？ - ？       | 秦夫人 |
| 陈留恭王 | 曹峻   | ？ - 259年    | 秦夫人 |
| 范阳闵王 | 曹矩   | ？ - ？       | 尹夫人 |
| 赵王     | 曹干   | 215年 - 261年 | 陈氏   |
| 临邑殇公 | 曹子上 | ？ - ？       | 孙姬   |
| 楚王     | 曹彪   | 195年 - 251年 | 孙姬   |
| 刚殇公   | 曹子勤 | ？ - ？       | 孙姬   |
| 谷城殇公 | 曹子乘 | ？ - ？       | 李姬   |
| 郿戴公   | 曹子整 | ？ - ？       | 李姬   |
| 灵殇公   | 曹子京 | ？ - ？       | 李姬   |
| 樊安公   | 曹均   | ？ - 219年    | 周姬   |
| 广宗殇公 | 曹子棘 | ？ - ？       | 刘姬   |
| 东平灵王 | 曹徽   | ？ - 241年    | 宋姬   |
| 樂陵王   | 曹茂   | ？ - ？       | 赵姬   |

### 女兒
曹操的女兒，可考証者6位，及其相關史書：
- 清河公主（？ - ？），劉夫人之女，为长公主，名不詳，夏侯楙之妻。（《魏志·夏侯惇傳》引《魏略》）
- 曹憲（？ - ？），漢獻帝貴人，曹節之姊妹。（《後漢書·皇后紀下》）
- 曹節（？ - 260年），漢獻帝皇后。（《後漢書·皇后紀下》、《後漢書·孝献帝紀》）
- 曹華（？ - ？），漢獻帝貴人，曹節之妹。（《後漢書·皇后紀下》）
- 安陽公主（？ - ？），名不詳，為荀惲之妻。（《魏志·荀彧傳》）。她的次子荀霬娶晉武帝姑母南陽公主，长子荀憺为少府，三子：荀悝护军将军。
- 金鄉公主（？ - ？），名不詳，尹夫人或杜夫人之女，何晏之妻，生有至少一子。（《魏志·曹真傳》引《魏末傳》）
- 临汾公主（？ - 226年后），名不詳。（《魏志·司马芝傳》）

另《昭明文选》陆机《吊魏武文》李善注引《魏略》曰：太祖杜夫人生沛王豹及高城公主。未知高城公主与金乡公主是否一人。

### 侄輩
- 曹安民（？－197年），曹操愛侄，因为張繡反叛而死於戰亂之中。
- 曹休（？－228年）：字文烈，太祖族子，其祖父曾为吴郡太守。十余岁时，父死，独与一家仆携母亲渡江至吴。曹操起兵，变更姓名，辗转荆州，以投奔曹操。初为虎豹骑宿卫。黄初七年（226年）封邑2500户。官至大司马，封长平侯。死后谥为壮侯。正始四年（243年）在太祖庙庭，享祭祀。
- 曹氏，曹操弟海阳哀侯（名不详）女，嫁夏侯衡。
- 曹氏，曹操侄女，嫁孙匡。

### 養子
曹操的養子，可考証者3位：
- 曹真（？－231年）：字子丹，太祖養子，其父曹邵为曹操招兵被人所杀。《魏略》中说其本姓秦，其父為掩護曹操，為追兵所殺，曹操收養真，改其姓為曹。初讲虎豹骑。太和三年（229年）封邑2900户。官至大司马，封邵陵侯。死后谥号为元侯。子曹爽
- 秦朗（？－？），曹操養子，曹叡的近臣。生父秦宜祿為張飛所殺。母為曹操之妾杜夫人。
- 何晏（?－249年），大將軍何進孫，曹操的養子、女婿，三國時期玄學家。父何咸早亡，母為曹操之妾尹夫人。

### 後裔
- 曹霸：高贵乡公曹髦後人，唐玄宗時期畫家，能文善畫，官至左武衛將軍，杜甫作有《丹青引》及《观曹將军画马图》二诗，表達對其畫藝的贊嘆。
- 曹雪芹：清朝小说家，中国四大名著《红楼梦》的作者。[141]

## 民間藝術

### 三国演义
《三國演義》是中國歷史小說中出類拔萃的長篇巨著。此作塑造了眾多形象鲜明且生動的人物，其中曹操是《三國演義》中塑造得最為成功的人物之一，他的性格既豐富又矛盾。他既是智谋机警，志大才高的英雄；同時又是一奸詐狡猾，嗜血残忍之奸雄。曹操因而被評為“古今奸雄中的第一奇人”。羅貫中對曹操这一矛盾形象的雕塑非常深刻，擺脫了早期小説中人物形象性格單一化、平面化的缺陷。毛宗岗称其为“三绝”之“奸绝”。

### 熟語
- 望梅止渴，出自劉義慶筆記小說《世說新語·假譎》[142]
- 說曹操，曹操到

### 戲劇
京劇裡的曹操是以白臉的形象來表示他奸詐狡猾、詭計多端的反面人物，與黑臉包公或紅臉關公相對。

### 漫畫
日本漫畫家王欣太漫畫作品《蒼天航路》以曹操為主角。另外，在《火鳳燎原》（陳某）、《超三國志霸》（池上遼一）、《天地吞食》（本宮宏志）、《龍狼傳》（山原義人）、《曹操孟德正傳》（大西巷一）等，曹操也都作為一名主要角色出場。

### 遊戲
- 真·三國無雙系列
- 無雙OROCHI系列
- 三國志
- 梦三国
- 王者荣耀
- 三国群英传系列
- 幻想三国志II
- 神魔之塔
- 三国杀
- 万国觉醒
- 朕的江山（普通，SP和特殊）
- 臥龍：蒼天隕落

### 動畫
- 三國志
- 三國演義
- 橫山光輝三國志
- 蒼天航路
- 幻想三國誌 -天元靈心記-

### 電影
| 影视作品                         | 飾演演員 |
| -------------------------------- | -------- |
| 《左慈戏曹操》（1941年）         | 李鸿安   |
| 《关公月下释貂蝉》（1956年）     | 刘克宣   |
| 《洛神》（1957年）               | 刘克宣   |
| 《白门楼斩吕布》（1961年）       | 刘克宣   |
| 《洛神》（1966年）               | 姚佳雄   |
| 《神通术与小霸王》（1983年）     | 白彪     |
| 《华佗与曹操》（1983年）         | 王洪生   |
| 《三国志：关公》（1989年）       | 李雨森   |
| 《诸葛孔明》（1996年）           | 柯俊雄   |
| 《一代枭雄曹操》（1999年）       | 柯俊雄   |
| 《三國之見龍卸甲》（2008年）     | 劉松仁   |
| 《赤壁》（2008年）               | 張豐毅   |
| 《赤壁：決戰天下》（2009年）     | 張豐毅   |
| 《越光寶盒》（2010年）           | 郭德綱   |
| 《關雲長》（2011年）             | 姜文     |
| 《钟繇》（2011年）               | 吴广林   |
| 《銅雀臺》（2012年）             | 周潤發   |
| 《曹操与杨修》（2018年）         | 尚长荣   |
| 《三国之战神无双》（2019年）     | 连奕名   |
| 《新解釋·三國志》（2020年）      | 小栗旬   |
| 《赵云传之龙鸣长坂坡》（2020年） | 于彦凯   |
| 《川流》（2021年）               | 高曙光   |
| 《真·三國無雙》（2021年）        | 王凱     |

### 電視劇
| 影视作品                             | 飾演演員             |
| ------------------------------------ | -------------------- |
| 《洛神》（1975年）                   | 陳有后               |
| 《三國春秋》（1976年）               | 梁天                 |
| 《洛神》（1983年）                   | 吕福禄               |
| 《諸葛亮》（1985年）                 | 王伟                 |
| 《金缕歌》（1987年）                 | 陈升琳               |
| 《关公》（1993年）                   | 胡庆士               |
| 《三國演義》（1994年）               | 鮑國安               |
| 《東方小故事之望梅止渴》（1994年）   | 李国梁               |
| 《楊麗花歌仔戲洛神》（1994年）       | 黃龍                 |
| 《关公》（1996年）                   | 龍隆                 |
| 《曹操》（1999年）                   | 姚橹                 |
| 《医神华佗》（2000年）               | 黄日华               |
| 《呂布與貂蟬》（2001年）             | 邵峰、聶遠           |
| 《洛神》（2002年）                   | 劉丹                 |
| 《曹操与蔡文姬》（2002年）           | 濮存昕               |
| 《貂蝉》（2002年）                   | 张杰                 |
| 《武圣关公》（2004年）               | 黑子                 |
| 《終極三國》（2009年）               | 陳乃榮               |
| 《三国》（2010年）                   | 陳建斌               |
| 《回到三國》（2012年）               | 羅樂林               |
| 《新洛神》（2013年）                 | 李进荣               |
| 《曹操》（2014年）                   | 王瀚（少年）、赵立新 |
| 《半为苍生半美人》（2015年）         | 王建新               |
| 《武神赵子龙》（2016年）             | 张鹰                 |
| 《梦想三国》（2016年）               | 金山                 |
| 《終極三國》（2017年）               | 楚喬                 |
| 《大軍師司馬懿之軍師聯盟》（2017年） | 于和偉               |
| 《小戏骨：放开那三国》（2017年）     | 李俊豪               |
| 《三国机密》（2018年）               | 谢君豪               |
| 《无双大军师》（2023年）             | 樊磊                 |

### 引用
1. ↑  《三國志·後妃傳》：年二十，太祖於譙納后為妾。
2. 1 2 3 4 5 6 7 8 9 10 11 12  張作耀. . 北京: 人民出版社. 2000.
3. ↑  《三國志》註引《曹瞞傳》及《世語》
4. ↑  《太平御览》卷436引刘昭《幼童传》：魏太祖幼而知勇，年十岁，尝浴於谯水，有蛟来逼，自水奋蛟，蛟乃潜退。於是毕浴而还，弗之言也。后有人见大蛇，奔逐。太祖笑之曰："吾为蛟所击而未惧，斯畏蛇而恐耶？"众问乃知，咸惊异焉。
5. ↑  《三国志-魏書-武帝纪第一》其叔父數言之於嵩。太祖患之，後逢叔父於路，乃陽敗面喎口；叔父怪而問其故，太祖曰：“卒中惡風。”叔父以告嵩。嵩驚愕，呼太祖，太祖口貌如故。嵩問曰：“叔父言汝中風，已差乎？”太祖曰：“初不中風，但失愛於叔父，故見罔耳。”嵩乃疑焉。自後叔父有所告，嵩終不復信，太祖於是益得肆意矣。
6. ↑  《世说新语·假谲第二十七》：魏武少时，尝与袁绍好为游侠，观人新婚，因潜入主人园中，夜叫呼云：「有偷儿贼！」青庐中人皆出观，魏武乃入，抽刃劫新妇与绍还出，失道，坠枳棘中，绍不能得动，复大叫云：「偷儿在此！」绍遑迫自掷出，遂以俱免。
7. ↑  《后汉书·卷五十一·李陈庞陈桥列传第四十一》：初，曹操微时，人莫知者。尝往候玄，玄见而异焉。谓曰：“今天下将乱，安生民者其在君乎！”
8. ↑  《三国志·卷一·魏书一·武帝纪第一》：玄谓太祖曰：“天下将乱，非命世之才不能济也，能安之者，其在君乎！”
9. ↑  《三国志注·卷一·魏书一·武帝纪第一》：魏书曰：太尉桥玄，世名知人，睹太祖而异之，曰：“吾见天下名士多矣，未有若君者也！君善自持。吾老矣！原以妻子为讬。”
10. ↑  《后汉书·卷六十七·党锢列传第五十七》：初，颙见曹操，叹曰：“汉家将亡，安天下者必此人也。”操以是嘉之。
11. ↑  《后汉书·卷六十七·党锢列传第五十七》：初，曹操微时，瓒异其才，将没，谓子宣等曰：“时将乱矣，天下英雄无过曹操。张孟卓与吾善，袁本初汝外亲，虽尔勿依，必归曹氏。”诸子从之，并免于乱世。
12. ↑  《三国志注·卷一·魏书一·武帝纪第一》：公之为布衣，特爱俊；俊亦称公有治世之具。及袁绍与弟术丧母，归葬汝南，俊与公会之，会者三万人。公於外密语俊曰：“天下将乱，为乱魁者必此二人也。欲济天下，为百姓请命，不先诛此二子，乱今作矣。”俊曰：“如卿之言，济天下者，舍卿复谁？”
13. ↑  《后汉书·卷六十八·郭符许列传第五十八》：曹操微时，常卑辞厚礼，求为己目。劭鄙其人而不肯对，操乃伺隙胁劭，劭不得已，曰：“君清平之奸贼，乱世之英雄。”操大悦而去。
14. ↑  《三国志注·卷一·魏书一·武帝纪第一》：世语曰：玄谓太祖曰：“君未有名，可交许子将。”太祖乃造子将，子将纳焉，由是知名。
15. ↑  《三国志注·卷一·魏书一·武帝纪第一》：尝问许子将：“我何如人？”子将不答。固问之，子将曰：“子治世之能臣，乱世之奸雄。”太祖大笑。
16. ↑  《资治通鉴·卷第五十八·汉纪五十》：操父嵩，为中常侍曹腾养子，不能审其生出本末，或云夏侯氏子也。操少机警，有权数，而任侠放荡，不治行业。世人未之奇也，唯太尉桥玄及南阳何颙异焉。玄谓操曰：“天下将乱，非命世之才，不能济也。能安之者，其在君乎！”颙见操，叹曰：“汉家将亡，安天下者，必此人也。”玄谓操曰：“君未有名，可交许子将。”子将者，训之从子劭也，好人伦，多所赏识，与从兄靖俱有高名，好共覈论乡党人物，每月辄更其品题，故汝南俗有月旦评焉。尝为郡功曹，府中闻之，莫不改操饰行。曹操往造劭而问之曰：“我何如人？”劭鄙其为人，不答。操乃劫之，劭曰：“子，治世之能臣，乱世之奸雄。”操大喜而去。
17. ↑  《後漢書·何顒傳》：「故太尉橋公，懿德高軌，泛愛博容。國念明訓，士思令謨。幽靈潛翳，邈哉緬矣！操以幼年，逮升堂室，特以頑質，見納君子。增榮益觀，皆由獎助，猶仲尼稱不如顏淵，李生厚歎賈復。士死知己，懷此無忘。又承從容約誓之言：『徂沒之後，路有經由，不以斗酒隻雞過相沃酹，車過三步，腹痛勿怨。』雖臨時戲笑之言，非至親之篤好，胡肯為此辭哉？懷舊惟顧，念之悽愴。奉命東征，屯次鄉里，北望貴土，乃心陵墓。裁致薄奠，公其享之！」（曹操〈祀故太尉橋玄文〉）
18. ↑  《世说新语·识鉴》引《续汉书》：初，魏武帝为诸生，未知名也，（桥）玄甚异之。
19. ↑  《晋书》卷36:鹄之为选部也，魏武欲为洛阳令，而以为北部尉，故惧而自缚诣门，署军假司马。
20. ↑  《武帝纪引曹瞒传》：太祖初入尉廨，缮治四门。造五色棒，县门左右各十余枚，有犯禁..皆棒杀之。
21. ↑  《曹瞞傳》初入尉廨，繕治四門。造五色棒，縣門左右各十餘枚，有犯禁者，不避豪彊，皆棒殺之。後數月，靈帝愛幸小黃門蹇碩叔父夜行，即殺之。京師斂跡，莫敢犯者。近習寵臣咸疾之，然不能傷，於是共稱薦之，故遷爲頓丘令。
22. ↑  《魏書》太祖從妹夫強侯宋奇被誅，從坐免官。
23. ↑  《魏書》後以能明古學，复徵拜議郎。先是大將軍竇武、太傅陳蕃謀誅閹官，反為所害。太祖上書陳武等正直而見陷害，奸邪盈朝，善人壅塞，其言甚切；靈帝不能用。是後詔書敕三府：舉奏州縣政理無效，民為作謠言者免罷之。三公傾邪，皆希世見詔用，貨賂並行，強者為怨，不見舉奏，弱者守道，多被陷毀。太祖疾之。是歲以災異博問得失，因此復上書切諫，說三公所舉奏專迴避貴戚之意。奏上，天子感悟，以示三府責讓之，諸以謠言徵者皆拜議郎。是後政教日亂，豪猾益熾，多所摧毀；太祖知不可匡正，遂不復獻言。
24. ↑  《三國志-魏書一武帝紀》光和末，黃巾起。拜騎都尉，討潁川賊。遷為濟南相，國有十馀縣，長吏多阿附貴戚，贓污狼藉，於是奏免其八；禁斷淫祀，姦宄逃竄，郡界肅然
25. ↑  据《三国志》裴松之注所引的《魏武故事》建安十五年12月己亥令所载：“故在济南，始除残去秽，平心选举，违迕诸常侍。以为强豪所忿，恐致家祸，故以病还。去官之后，年纪尚少，……故以四时归乡里，于谯东五十里筑精舍，欲秋夏读书，冬春射猎，……。”
《魏略》則記載：「於是權臣專朝，貴戚橫恣。太祖不能違道取容。數數干忤，恐爲家禍，遂乞留宿衞。拜議郎，常託疾病，輙告歸鄉里；築室城外，春夏習讀書傳，秋冬弋獵，以自娛樂。」
26. ↑  《魏略》：「太祖於譙東五十里澤中築起精舍，讀書，射獵，閉絕賓客，即謂之譙東。」
27. ↑  魏书载太祖拒芬辞曰：“夫是废立之事，天下之至不祥也。”
28. ↑  《太平御覽》卷467引《曹操别传》曰：拜操典军都尉，还谯、沛，士卒共叛，袭击之。操得脱身亡走，窜平河亭长舍，称曹济南处士。卧养足创八九日，谓亭长曰："曹济南虽败，存亡未可知。公幸能以车牛相送，往还四五日，吾厚报公。"亭长乃以车牛送操，未至谯，数十里骑求操者多，操开帷示之，皆大喜，始悟是操。
29. ↑  《三國志》卷1注引《魏書》：（曹操）从数骑过故人成皋吕伯奢；伯奢不在，其子与宾客共劫太祖，取马及物，太祖手刃击杀数人。
30. ↑  《三國志》卷1注引《世语》：太祖过伯奢。伯奢出行，五子皆在，备宾主礼。太祖自以背卓命，疑其图己，手剑夜杀八人而去。
31. ↑  《三國志》卷1注引孙盛《杂记》：太祖闻其食器声，以为图己，遂夜杀之。既而凄怆曰“宁我负人，毋人负我！”遂行。
32. ↑  《太平御覽》卷478引《魏國統》：初，太祖过故人吕伯奢也。遂行，日暮，道逢二人，容貌威武，太祖避之路。二人笑曰：“观君有奔惧之色，何也？”太祖始觉其异，乃悉告之。临别，太祖解佩刀与之曰：“以此表吾丹心，愿二贤慎勿言。”
33. ↑  《三國志注·卷一·魏書一·武帝紀第一》：出關，過中牟，為亭長所疑，執詣縣，邑中或竊識之，為請得解。
34. ↑  世語曰：中牟疑是亡人，見拘於縣。時掾亦已被卓書；唯功曹心知是太祖，以世方亂，不宜拘天下雄儁，因白令釋之。
35. ↑  《太平御览》卷346引《魏武军策令》：孤先在襄邑，有起兵意，与工师共作卑手刀。时北海孙宾硕来候孤，讥孤曰：“当慕其大者，乃与工师共作刀耶？”孤答曰：“能小复能大，何害！”
36. ↑  《三国志》卷1：黑山贼于毒、白绕、眭固等十余万众略魏郡、东郡，王肱不能御，太祖引兵入东郡，击白绕于濮阳，破之。袁绍因表太祖为东郡太守，治东武阳。
37. ↑  对于曹嵩之死，史书说法不一。第一种说法，《三国志·武帝记》引《世语》曰：嵩在泰山华县。太祖令泰山太守应劭送家诣兗州，劭兵未至，陶谦密遣数千骑掩捕。嵩家以为劭迎，不设备。谦兵至，杀太祖弟德于门中。嵩惧，穿后垣，先出其妾，妾肥，不时得出；嵩逃于厕，与妾俱被害，阖门皆死。劭惧，弃官赴袁绍。后太祖定冀州，劭时已死。第二种说法，《三国志·武帝记》引《吴书》曰：太祖迎嵩，辎重百馀两。陶谦遣都尉张闿将骑二百卫送，闿於泰山华、费间杀嵩，取财物，因奔淮南。太祖归咎於陶谦，故伐之。
38. ↑  《三国志》卷17：初，清河朱灵为袁绍将。太祖之征陶谦，绍使灵督三营助太祖，战有功。
39. ↑  朱大渭、梁滿倉. . 台北市: 麥田出版. 2009 [2007].
40. ↑  《三國志·武帝紀》記載：「夏，使荀彧、程昱守鄄城，復征陶謙，拔五城，遂略地至東海。還過郯，謙將曹豹與劉備屯郯東，要太祖。太祖擊破之，遂攻拔襄賁，所過多所殘戮。」，東晉孫盛在註解中批評曹操：「夫伐罪弔民，古之令軌；罪謙之由，而殘其屬部，過矣。」。《三國志·陶謙傳》記載：「初平四年，太祖征謙，攻拔十餘城，至彭城大戰。謙兵敗走，死者萬數，泗水爲之不流。謙退守剡。太祖以糧少引軍還。」，《曹瞞傳》記載：「自京師遭董卓之亂，人民流移東出，多依彭城間。遇太祖至，坑殺男女數萬口於泗水，水爲不流。陶謙帥其衆軍武原，太祖不得進。引軍從泗南攻取慮、睢陵、夏丘諸縣，皆屠之；雞犬亦盡，墟邑無復行人。」。劉宋范曄所作的《後漢書·陶謙列傳》，稱曹操屠殺了數十萬徐州百姓：「初平四年，曹操擊謙，破彭城傅陽。謙退保郯，操攻之不能克，乃還。過拔取慮、雎陵、夏丘，皆屠之。凡殺男女數十萬人，雞犬無餘，泗水為之不流，自是五縣城保，無復行多。」
41. ↑  《資治通鑑卷61》濮陽大姓田氏為反間，操得入城，燒其東門，示無反意。及戰，軍敗，布騎得操而不識，問曰：「曹操何在？」操曰：「乘黃馬走者是也。」布騎乃釋操而追黃馬者。操突火而出，至營
42. ↑  《昭明文选》卷44<陈琳为袁绍檄豫州>注引谢承《后汉书》：操围吕布于濮阳，为布所破，投绍。绍哀之，乃给兵五千人，还取兖州。
43. ↑  《太平御览》卷969引<魏武帝为兖州牧上书>:山阳郡有美梨，谨上甘梨二箱。
44. ↑  《太平御览》卷971引<魏武帝为兖州牧上书>：谨上椑、枣二箱。
45. ↑  《三国志·魏书·荀彧传》：彧劝太祖曰：“昔晋文纳周襄王而诸侯景从，高祖东伐为义帝缟素而天下归心。自天子播越，将军首唱义兵，徒以山东扰乱，未能远赴关右，然犹分遣将帅，蒙险通使，虽御难于外，乃心无不在王室，是将军匡天下之素志也。今车驾旋轸，东京榛芜，义士有存本之思，百姓感旧而增哀。诚因此时，奉主上以从民望，大顺也；秉至公以服雄杰，大略也；扶弘义以致英俊，大德也。天下虽有逆节，必不能为累，明矣。韩暹、杨奉其敢为害！若不时定，四方生心，后虽虑之，无及。”太祖遂至洛阳，奉迎天子都许。”
46. ↑  《三国志·魏书·毛玠传》:今天下分崩，国主迁移，生民废业，饥馑流亡，公家无经岁之储，百姓无安固之志，难以持久。今袁绍、刘表，虽士民众彊，皆无经远之虑，未有树基建本者也。夫兵义者胜，守位以财，宜奉天子以令不臣，脩耕植，畜军资，如此则霸王之业可成也。
47. ↑  《三國志》卷1：天子拜公司空，行車騎將軍。
48. ↑  出自《後漢書·孝獻帝紀》，下面丞相、魏公和魏王的封位亦同。
49. ↑  《昭明文选》卷四四<陈琳为袁绍檄豫州>注引谢承《后汉书》：操得兖州，兵众强盛，内怀反绍意。
50. ↑  《后汉书》卷74：建安元年，曹操迎天子都许，乃下诏书于绍，责以地广兵多而专自树党，不闻勤王之师而但擅相讨伐。
51. ↑  《三国志》卷6引《献帝春秋》：绍耻班在太祖下，怒曰；“曹操当死数矣，我辄救存之，今乃背恩，挟天子以令我乎！”太祖闻，而以大将军让于绍。
52. ↑  《后汉书》卷74：绍上书曰.....于是以绍为太尉，封邺侯。时曹操自为大将军，绍耻为之下，伪表辞不受。操大惧，乃让位于绍。二年，使将作大匠孔融持节拜绍大将军，锡弓矢节钺，虎贲百人。
53. ↑  《后汉书》卷74：绍每得诏书，患有不便于己，乃欲移天子自近，使说操以许下埤湿，洛阳残破，宜徙都鄄城，鄄音绢。以就全实。操拒之。
54. ↑  王鸣盛，《十七史商榷·三国志二》
55. ↑  赵翼，《二十二史札记·卷七》
56. ↑  萬繩楠：《陳寅恪魏晉南北朝史演講錄》，頁9-13。
57. ↑  袁宏《後漢紀》卷30：（建安）十九年春三月癸未，改授魏公金璽、赤黻、遠遊冠。
58. ↑  《三国志·魏书十四·刘晔传》：鲁奔走，汉中遂平。晔进曰：“明公以步卒五千，将诛董卓，北破袁绍，南征劉表，九州百郡，十并其八，威震天下，势慴海外。今举汉中，蜀人望风，破胆失守，推此而前，蜀可传檄而定。劉備，人杰也，有度而迟，得蜀日浅，蜀人未恃也。今破汉中，蜀人震恐，其势自倾。以公之神明，因其倾而压之，无不克也。若小缓之，诸葛亮明於治而为相，關羽、張飛勇冠三军而为将，蜀民既定，据险守要，则不可犯矣。今不取，必为后忧。”太祖不从。《傅子》曰：居七日，蜀降者说：“蜀中一日数十惊，備虽斩之而不能安也。”太祖延问晔曰：“今尚可击不？”晔曰：“今已小定，未可击也。”大军遂还。
59. ↑  《三國志》卷一：天子命公承制封拜诸侯守相。
60. ↑  陆机《吊魏武帝文》：逾镐京而不豫，临渭滨而有疑。
61. ↑  《三國誌·武帝記》引《九州春秋》曰：時王欲還，出令曰「雞肋」，官屬不知所謂。主簿楊修便自嚴裝，人驚問修：「何以知之？」修曰：「夫雞肋，棄之如可惜，食之無所得，以比漢中，知王欲還也。」
62. ↑  《龐德傳》：侯音、卫开等以宛叛，德将所领与曹仁共攻拔宛，斩音、开，遂南屯樊，讨关羽。《魏武紀》：（建安二十三年）冬十月，宛守將侯音等反，執南陽太守，劫略吏民，保宛。初，曹仁討關羽，屯樊城，是月使仁圍宛。 二十四年春正月，仁屠宛，斬音。
63. ↑  《三國誌·蜀書·關羽傳》：梁、郟、陸渾群盜或遙受羽印號，為之支黨，羽威震華夏。
64. ↑  《晋书·宣帝记》：帝谏曰：“禁等为水所没，非战守之所失，于国家大计未有所损，而便迁都，既示敌以弱，又淮沔之人大不安矣。孙权、刘备，外亲内疏，羽之得意，权所不愿也。可喻权所，令掎其后，则樊围自解。”【又見《魏志·蔣濟傳》】
65. ↑  《三國誌·吳書·吳主傳》：曹公且欲使羽與權相持以斗之，驛傳權書，使曹仁以弩射示羽。羽猶豫不能去。
66. 1 2  .   [2014-04-07]. （原始内容存档于2018-06-15）.
67. 1 2  《遗令》：“吾死之后，葬于邺之西冈上，与西门豹祠相近，无藏金玉珠宝。馀香可分与诸夫人，不命祭。吾婢妾与伎人皆勤苦，使著铜雀台，善待之。台上施六尺床，下施穗帐，朝脯上酒脯米长糒之属，每月朝旦十五日，自朝至午，辄向帐前作伎乐。汝等时时登铜雀台，望吾西陵墓田。馀香可分与诸夫人，不命祭。诸舍中无所为，可学作组履卖也。吾历官所得绶，皆著藏中。吾馀衣裳，可别为一藏，不能者兄弟可共分之”。
68. ↑  《詩品》卷下
69. ↑  明代王世貞《藝苑巵言》曾批評：「魏文不列乎上，曹公屈第忽下，尤為不公。少損連城之價。」
70. ↑  清代王士禎《漁洋詩話》即認為：「下品之魏武，宜在上品。」
71. ↑  《三國志·武帝紀》：太祖少機警、有權術、而任侠放蕩、不治行業、故世人未之奇也
72. ↑  《三国志‧何夔傳》：太祖性严，掾属公事，往往加杖；夔常畜毒药，誓死无辱，是以终不见及。
73. ↑  《後漢書‧方術列傳下》：「為人性惡，難得意，且恥以醫見業，又去家思歸，乃就操求還取方，因托妻疾，數期不反。操累書呼之，又敕郡縣發遣，佗恃能厭事，獨不肯至。操大怒，使人廉之，知妻詐疾，乃收付獄訊，考驗首服。荀彧請曰：「佗方術實工，人命所懸，宜加全宥。」操不從，竟殺之。」
74. ↑  裴注《三國志·武帝紀》引《曹瞞傳》：初，袁忠為沛相，嘗欲以法治太祖，沛國桓邵亦輕之，及在兗州，陳留邊讓言議頗侵太祖，太祖殺讓，族其家，忠、邵俱避難交州，太祖遣使就太守士燮盡族之。桓邵得出首，拜謝於庭中，太祖謂曰：“跪可解死邪！”遂殺之。
75. ↑  裴注《三國志·劉表傳》引《零陵先賢傳》：不疑幼有異才，聦明敏達，太祖欲以女妻之，不疑不敢當。太祖愛子倉舒夙有才智，謂可與不疑為儔。及倉舒卒，太祖心忌不疑，欲除之。文帝諫以為不可，太祖曰：「此人非汝所能駕御也。」乃遣刺客殺之。
76. ↑  《太平御览》卷241引《魏略》：抚军都尉，秩比二千石，本校事官。始太祖欲广耳目，使卢洪、赵达二人主刺举，洪、达多所陷入，故于时军中为之语曰︰“不畏曹公，但畏卢洪；卢洪尚可，赵达杀我。”后达竟为人迫死。
77. ↑  《魏書》：太祖自統御海內，芟夷羣醜，其行軍用師，大較依孫、吳之法，而因事設奇，譎敵制勝，變化如神。
78. ↑  《魏書》：是以刱造大業，文武並施，御軍三十餘年，手不捨書，晝則講武策，夜則思經傳，登高必賦，及造新詩，被之管絃，皆成樂章。
79. ↑  孫盛《異同雜云》：博覽群書，特好兵法，抄集諸家兵法，名曰《接要》。
80. ↑  裴注《三國志·武帝紀》引《魏書》:兵谋叛，夜烧太祖帐，太祖手剑杀数十人，馀皆披靡，乃得出营。
81. ↑  裴注《三國志·武帝紀》引孫盛異同雜語云：太祖嘗私入中常侍張讓室，讓覺之；乃舞手戟於庭，逾垣而出。才武絕人，莫之能害。
82. ↑  《魏書》：才力絕人，手射飛鳥，躬禽猛獸，甞於南皮一日射雉獲六十三頭。
83. ↑  張華《博物志》曰：漢世，安平崔瑗、瑗子寔、弘農張芝、芝弟昶並善草書，而太祖亞之。桓譚、蔡邕善音樂，馮翊山子道、王九真、郭凱等善圍棊，太祖皆與埒能。
84. ↑  《後漢書·袁紹列傳》記載：“余眾偽降，曹操盡坑之，前後所殺八萬人”
85. ↑  《後漢書·孝獻帝紀》記載：“曹操殺皇后伏氏，滅其族及二皇子。”
86. ↑  《後漢書·皇后紀》：“董承女為貴人，操誅承而求貴人殺之。帝以貴人有妊，累為請，不能得。后自是懷懼，乃與父完書，言曹操殘逼之狀，令密圖之。完不敢發，至十九年，事乃露泄。操追大怒，遂逼帝廢后……又以尚書令華歆為郗慮副，勒兵入宮收后。閉戶藏壁中，歆就牽後出。時帝在外殿，引慮于坐。後被發徒跣行泣過訣曰：“不能復相活邪？”帝曰：“我亦不知命在何時！”顧謂慮曰：“郗公，天下寧有是邪？”遂將后下暴室，以幽崩。所生二皇子，皆鴆殺之。后在位二十年，兄弟及宗族死者百余人，母盈等十九人徙涿郡。”
87. ↑  《三國志·蔣濟傳》：明年使于譙，太祖問濟曰：「昔孤與袁本初對官渡，徙燕、白馬民，民不得走，賊亦不敢抄。今欲徙淮南民，何如？」濟對曰：「是時兵弱賊強，不徙必失之。自破袁紹，北拔柳城，南向江、漢，荊州交臂，威露天下，民無他志。然百姓懷土，實不樂徙，懼必不安。」太祖不從，而江、淮間十餘萬眾，皆驚走吳。
88. ↑  《曹瞞傳》：「是時南陽閒苦繇役，音於是執太守東里袞與吏民共反，與關羽連和。」
89. ↑  《三國志·管寧傳》：建安二十三年，陸渾長張固被書調丁夫，當給漢中。百姓惡憚遠役，並懷擾擾。民孫狼等因興兵殺縣主簿，作為叛亂，縣邑殘破。
90. ↑  《三國志‧‧蔣濟傳》：“屯田客呂並自稱將軍，聚黨據陳倉，（趙）儼複率署等攻之，賊即破滅。”
91. ↑  《三國志·袁渙傳》：是時新募民開屯田，民不樂，多逃亡。渙白太祖曰：「夫民安土重遷，不可卒變，易以順行，難以逆動，宜順其意，樂之者乃取，不欲者勿彊。」太祖從之，百姓大悅。
92. ↑  《三國志·田豫傳》：先時，郡人侯音反，衆數千人在山中爲群盜，大爲郡患。前太守收其黨與五百餘人，表奏皆當死。豫悉見諸繫囚，慰喻，開其自新之路，一時破械遣之。諸囚皆叩頭，願自效，即相告語，群賊一朝解散，郡內清靜。具以狀上，太祖善之。
93. ↑  《三國志·張繡傳》：太祖南征，軍淯水，繡等舉眾降。太祖納濟妻，繡恨之。太祖聞其不悅，密有殺繡之計。計漏，繡掩襲太祖。太祖軍敗，二子沒。
94. ↑  《三國志·典韋傳》：繡反，襲太祖營，太祖出戰不利，輕騎引去。韋戰於門中，賊不得入。兵遂散從他門並入。時韋校尚有十餘人，皆殊死戰，無不一當十。賊前後至稍多，韋以長戟左右擊之，一叉入，輒十餘矛摧。左右死傷者略盡。韋被數十創，短兵接戰，賊前搏之。韋雙挾兩賊擊殺之，餘賊不敢前。韋復前突賊，殺數人，創重發，瞋目大罵而死。
95. ↑  《蜀记》：曹公与刘备围吕布于下邳，关羽启公，布使秦宜禄行求救，乞娶其妻，公许之。临破，又屡启于公。公疑其有异色，先遣迎看，因自留之，羽心不自安
96. ↑  裴注《三國志·明帝紀》引《魏氏春秋》：「朗父名宜祿，為呂布使詣袁術，術妻以漢宗室女，其前妻杜氏留下邳。布之被圍，關羽屢請於太祖，求以杜氏為妻，太祖疑其有色。及城陷，太祖見之，乃自納之。」
97. ↑  《英雄記》：布謂太祖曰：「布待諸將厚也，諸將臨急皆叛布耳。」太祖曰：「卿背妻，愛諸將婦，何以為厚？」布默然。
98. ↑  《秦朗传》：朗随母氏畜于公宫，太祖甚爱之，每坐席，谓宾客曰："世有人爱假子如孤者乎？"
99. ↑  《三国志》卷一注引《魏书》：初，城阳景王刘章以有功於汉，故其国为立祠，青州诸郡转相仿效，济南尤盛，至六百馀祠。贾人或假二千石舆服导从作倡乐，奢侈日甚，民坐贫穷，历世长吏无敢禁绝者。太祖到，皆毁坏祠屋，止绝官吏民不得祠祀。及至秉政，遂除奸邪鬼神之事，世之淫祀由此遂绝。
100. ↑  陳琳著《為袁紹檄豫州》：「又梁孝王，先帝母昆，墳陵尊顯；桑梓松柏，猶宜肅恭，而操帥將吏士，親臨發掘，破棺裸屍，掠取金寶，至令全朝流涕，士民傷悲。操又特置發丘中郎將，摸金校尉，所過隳突，無骸不露。」
101. ↑  《后汉书》卷82下：左慈字元放，庐江人也。少有神道。尝在司空曹操坐，操从容顾众宾曰：“今日高会，珍羞略备，所少吴松江鲈鱼耳。”
102. ↑  《三國志·高柔傳》：時置校事盧洪、趙達等，使察羣下，柔諫曰：「設官分職，各有所司。今置校事，旣非居上信下之旨。又達等數以憎愛擅作威福，宜檢治之。」太祖曰：「卿知達等，恐不如吾也。要能刺舉而辨衆事，使賢人君子為之，則不能也。昔叔孫通用羣盜，良有以也。」達等後奸利發，太祖殺之以謝於柔。
103. ↑  《典略》：琳作諸書及檄，草成呈太祖。太祖先苦頭風，是日疾發，卧讀琳所作，翕然而起曰：「此愈我病。」數加厚賜。
104. ↑  《三国志注·魏书一·武帝纪》：吴人作曹瞒传及郭颁世语并云：嵩，夏侯氏之子，夏侯惇之叔父。太祖於惇为从父兄弟。
105. ↑  《义门读书记·卷二十四·后汉书列传》：注引曹瞒传及郭颁世语并云：嵩，夏侯氏子，惇之叔父，魏太祖于惇为从父兄弟也。按惇、渊之子皆与魏室缔姻，有以知曹瞒传及郭颁世语之妄。
106. ↑  《义门读书记·卷二十六·三国志魏志》：采注吴人作《曹瞒传》郭颁《世语》并云嵩夏侯氏子，按夏侯惇子楙尚清河公主，渊子衡亦娶曹氏，则谓嵩夏侯氏子者，敌国传闻，盖不足信。
107. ↑  《三国志考证·卷一·魏书一》：陈志于《帝纪》云：“莫能审其生出本末”，于列传则以夏侯惇、夏侯渊、曹仁、曹洪、曹休、曹真、夏侯尚为一卷，显以夏侯氏为宗室矣。
108. ↑  《三国志裴注疏》：历代史率以宗室合传，陈氏于蜀、吴亦然。志独以夏侯、曹氏合传，用意尤其明审。
109. ↑  《援鹑堂笔记·卷三十·三国志》：余按陈氏以夏侯及诸曹同列一卷，毋亦有是疑乎？又按陈矫刘氏子，而婚于刘颂，则未得以吴人作传而遂以为妄也。
110. ↑  《三国志注补·魏志列传第九》：承祚以夏侯与诸曹互列一卷，正隐寓操为夏侯氏子。至操以女妻茂，盖欲掩其迹，所谓奸也。而何氏转据此，力辨操非携养，不亦傎乎！
111. ↑  《大云山房文稿·初集卷二·书诸夏侯曹传后》：武帝纪注引曹瞒传及世语以操父为夏侯氏之子，于惇为叔父，后人谓承祚合传夏侯曹，以嵩为夏侯氏子。按传，太祖以女妻敦子楙，而渊子衡亦尚太祖弟海阳哀侯女，尚嫡室又曹氏女也。操虽鬼蜮，何至污乱若此邪！盖二氏世为婚姻，惇、渊有开国勋，与仁、洪、休、真等，及其亡也，爽与玄先后诛夷，大权始尽归司马氏，故合传之，以观魏氏兴衰之所由，乃作史定法也。
112. ↑  《四史发伏·卷九·三国志》：评夏侯曹氏世为婚姻，承祚盖因世有谓操夏侯氏子者，故评中特著夏侯、曹氏世为婚姻，以明其非。今之读《曹瞒传》《世语》而信为实者，皆不善读史。
113. ↑  《刘咸炘学术论集 史学编下·三国志知意》：《武纪》注引《曹瞒传》、郭颁《世语》并云嵩夏侯氏子。何曰：“夏侯惇子楙，尚太祖女清河公主；渊子衡，亦娶曹氏，则谓嵩为夏侯氏子者，敌国传闻，盖不足信。”赵一清《三国注补》曰：“承祚以夏侯、曹互列一卷，正隐寓操为夏侯氏子。至操以女妻茂，盖欲掩其迹，而或转据此力辨操非携养，不亦傎乎。”章学诚《乙卯答记》亦谓此篇有深意。洪亮吉《四史发伏》曰：“承祚盖因世有谓操夏侯氏子者，故评中特著夏侯、曹氏世为婚姻，以明其非。今之读《曹瞒传》《世语》而信为实者，皆不善读史。”恽敬《书后》曰：“后人谓承祚合传夏侯、曹，以嵩为夏侯氏子。按传，太祖以女妻敦子茂，而渊子衡亦尚太祖弟海阳哀侯女，尚嫡室又曹氏女也。操虽鬼蜮，何至污乱若此邪！盖二氏世为婚姻，敦、渊有开国勋，与仁、洪、休、真等。及其亡也，爽与玄先后诛夷，大权始尽归司马氏，故合传之，以观魏氏兴衰之所由，乃作史定法也。”尚说同恽。按即使嵩是夏侯子，未尝不可与夏侯氏为婚，彼固已异族也。陈矫亦行之矣。但夏侯氏子不足为丑，何故讳之？嵩为宦者养子，固人知之，而曹氏族亦未尝讳，不讳养子，而反讳夏侯乎？此不近情，固知其说不足信。合传之义，恽说为当，评中世为婚姻，乃是立此传之意。洪氏谓意在辨正世传，则反曲矣。
114. ↑  《四史评议·三国志评议·魏书武帝纪第一》：“莫能审其生出本末”句，揭老瞒家世，丑不可言。世言陈承祚此书专为魏讳，以此证之，殊不尽然。
115. ↑  梁章巨《三国志旁证·卷一》：按夏侯惇薨，裴注引《魏书》曰：“王素服幸邺东城门发哀。”孙盛曰：“在礼，天子哭同姓于宗庙门之外。哭于城门，失其所也。”魏并未闻以夏侯为同姓，故累为婚，孙氏所议，殊非事实。且其时即以天子例曹丕，又何说乎？
116. 1 2  《三国志校诂》 江苏古籍出版社 1990年10月第一版 ISBN 978-7-80519-197-3 1-2页
117. ↑  《三国志注证遗·卷一》：魏武纪云：“养子嵩嗣，官至太尉，莫能审其生出本末。”案嵩即操父也，裴注引吴人曹瞒传及郭颁世语并云嵩夏侯氏之子，夏侯惇之叔父。太祖於惇为从父兄弟注引曹瞒传及郭颁世语并云：嵩，夏侯氏子，惇之叔父，魏太祖于惇为从父兄弟也。何焯谓夏侯子楙尚清河公主，渊子衡亦娶曹氏，则谓嵩为夏侯氏之子者，敌国传闻，殆不足信。予案魏陈矫本刘氏子，出养于姑，改姓陈氏，后娶刘颂女。颂与矫固近亲也，魏武拥全之，特下令禁人诽议。殆以同姓为婚禁人议，即以便己私也。
118. ↑  朱子彦 存世曹氏族谱与曹操后裔无关——与复旦"曹操墓人类基因调查的历史学研究"课题组商榷 《上海大学学报(社会科学版)》 2010年03期
119. ↑  韩昇 曹魏世系考述《复旦学报(社会科学版)》2010年03期
120. ↑  Wang, Chuanchao; Yan, Shi; Hou, Zheng; Fu, Wenqing; Xiong, Momiao; Han, Sheng; Jin, Li; Li, Hui. . 人类遗传学报（英语：Journal of human genetics）. 2012, 57 (3): 216–218  [2021-11-01]. ISSN 1434-5161. doi:10.1038/jhg.2011.147. （原始内容存档于2021-12-25）.
121. ↑  俞菀. . 新华网. 2013-11-11  [2021-11-01]. （原始内容存档于2021-12-25）.
122. ↑  Wang, Chuan-Chao; Yan, Shi; Yao, Can; Huang, Xiu-Yuan; Ao, Xue; Wang, Zhanfeng; Han, Sheng; Jin, Li; Li, Hui. . Journal of human genetics. 2013, 58 (4): 238–239  [2021-11-01]. doi:10.1038/jhg.2013.5. （原始内容存档于2021-12-25）.
123. ↑  李欣. . 新民网. 2013-11-11  [2018-04-03]. （原始内容存档于2020-03-23） （中文）.
124. ↑  .   [2012-01-03]. （原始内容存档于2012-04-19）.
125. ↑  葛威. . 人类学学报. 2016, (4): 626-632. CN 11-1963/Q. ISSN 1000-3193 （中文）.
126. ↑  . 凤凰网. 2018-03-26  [2018-03-29]. （原始内容存档于2018-03-30）.
127. ↑  . 中华网. 2018-03-29  [2018-03-29]. （原始内容存档于2018-03-30）.
128. ↑  又干寶《晉紀》：帝配飨魏太祖庙。有奏诸功臣从飨者，更以官为次，在荀郭之上。
129. ↑  《三國志·魏書·武帝記》玄謂太祖曰:「天下將亂，非命世之才不能濟也，能安之者，其在君乎」
130. ↑  魚豢私撰，《魏略輯本·卷第一》：曹操微時，人莫知之，惟橋玄見而異焉。謂曰：「今天下將亂，安生民者其在君乎！」
131. ↑  此据《后汉书·卷六十八·郭符许列传第五十八》，後在孙盛《异同杂语》及《三国演义》中作“子治世之能臣，乱世之奸雄。”
132. ↑  而在劉義慶《世說新語》中是橋玄所說，《世說新語·識鑒篇第七》說，橋玄在與曹操交往中曾對其評價：「天下方亂，群雄虎爭，撥而理之，非君乎？然君實亂世之英雄，治世之奸賊。恨吾老矣，不見君富貴，當以子孫相累。」
133. ↑  余秋雨. . 秋雨在线.   [2007年11月15日]. （原始内容存档于2007年8月26日）.
134. ↑  《后汉书 卷六十七 党锢列传第五十七》:鼎者，中堂侍腾之弟也. 但是《三国志 卷九 魏书九 诸夏侯曹传第九》:曹洪字子廉，太祖从弟也。 裴松之注引王沈《魏书》：洪伯父鼎为尚书令，任洪为蕲春长。《三国志 卷一 魏书一 武帝纪》裴松之注引司马彪《续汉书》:长子伯兴，次子仲兴，次子叔兴。腾字季兴.曹腾应该是幼子，不存在弟弟。《后汉书》可能有误。
135. ↑  《三国志 卷九 魏书九 诸夏侯曹传第九》：曹休字文烈，太祖族子也。 裴松之注引王沈《魏书》曰：休祖父尝为吴郡太守。另外20世纪70年代，考古人员对安徽亳州南郊的曹操宗族墓进行部分考古发掘，发现了曹鼎墓，并且发现刻有“吴郡太守曹鼎字景节”等文字的墓砖。那曹休的祖父叫曹鼎是确认无误的。河间相曹鼎与吴郡太守曹鼎是同一人的可能性也比较大。
136. ↑  《三国志·魏书八·二公孙陶四张传第八》张绣，武威袓厲人，骠骑将军济族子也......太祖南征，军淯水，绣等举众降。太祖纳济妻，绣恨之。
137. ↑  曹雪芹是曹操後代子孫　經DNA檢測證實 （页面存档备份，存于） NOWnews 2012-03-30
138. ↑  魏武行役，失汲道，軍皆渴，乃令曰：「前有大梅林，饒子，甘酸，可以解渴。」士卒聞之，口皆出水，乘此得及前源。

## 延伸阅读
[在维基数据编辑]
 在维基文库阅读此作者作品（ 在维基共享资源阅览影像、分类）
 《三國志/卷01》，出自陳壽《三國志》
 《太平御覽·0093》，出自李昉《太平御览》
| 前任： 張喜       | 東漢司空 197年－208年          | 職位廢除 原因：改制為御史大夫 |
| 前任： 董卓 相国  | 東漢丞相 208年－220年          | 繼任： 曹丕                   |
| 中国爵位          |                                |                               |
| 漢朝异姓王爵      |                                |                               |
| 新頭銜            | 汉朝魏国公 213年 — 216年5月    | 封号停止                      |
| 新頭銜 新设异姓王 | 汉朝魏王爵 216年5月 — 220年3月 | 繼任： 曹丕（魏文帝）         |